# 三菱ふそう・ローザ
ローザ（ROSA）は、三菱ふそうトラック・バスが生産するマイクロバスである。

## 概要
三菱のマイクロバスの歴史は、新三菱重工業（現在の三菱重工業及び三菱自動車工業）製の「三菱・ローザ」（B10系）と、三菱日本重工業（現在の三菱重工業及び三菱ふそうトラック・バス）製の「三菱ふそう・ライトバス」（MB720型）に端を発する（当時のブランド名は、新三菱重工業が「三菱」、三菱日本重工業が「三菱ふそう」であった）。
三菱ふそう・ライトバスは三菱・ライトローザへと取って代わられ、2代目の登場まで、三菱ブランドのローザとライトローザの二本立ての陣容であった。
以後、1964年の三菱日本重工業・三菱造船・新三菱重工業の合併による三菱重工業の誕生、1970年の三菱自動車としての独立、さらに2003年の三菱ふそうトラック・バスへの分離を経て、現在は三菱ふそうブランドとなっている（車検証に記載される車名は「三菱」）。
特定バス､小型路線バス、ロケバスのほか、キャンピングカーのベース車としても使われており、マイクロバスでは唯一1987年にグッドデザイン賞を受賞した車両でもある。また、日本のバス専用車としては最も長きに亘って四輪駆動モデルがラインアップされていた（ライバルのトヨタ・コースターには高機動仕様シャシを流用した仕様、日産・シビリアンにはいすゞ・エルフの4WDシャシを流用した仕様が存在した）が2011年のマイナーチェンジで廃止されたものの、2015年に復活、2023年5月時点で日本における小型バスでは唯一の設定となる。4WDが要求される航空自衛隊のサイト用人員輸送車として多く採用されている。
日本で現在販売されているマイクロバスの中ではOEMの車種がない上、競合車種である日産・シビリアンが2021年に販売終了し、トヨタ・コースターや日野・リエッセIIもモデル切替やその途中で日野自動車エンジン不正問題が発覚したことに伴って2022年2月から生産・販売が休止されていたため、2023年3月15日に一部改良の上生産・販売を再開するまではマイクロバスとしては唯一であり、バスとしては唯一、トランスミッションでMTの選択が可能な車種である。

## 歴史

### 初代（1960 - 1973年）
B10/B20系

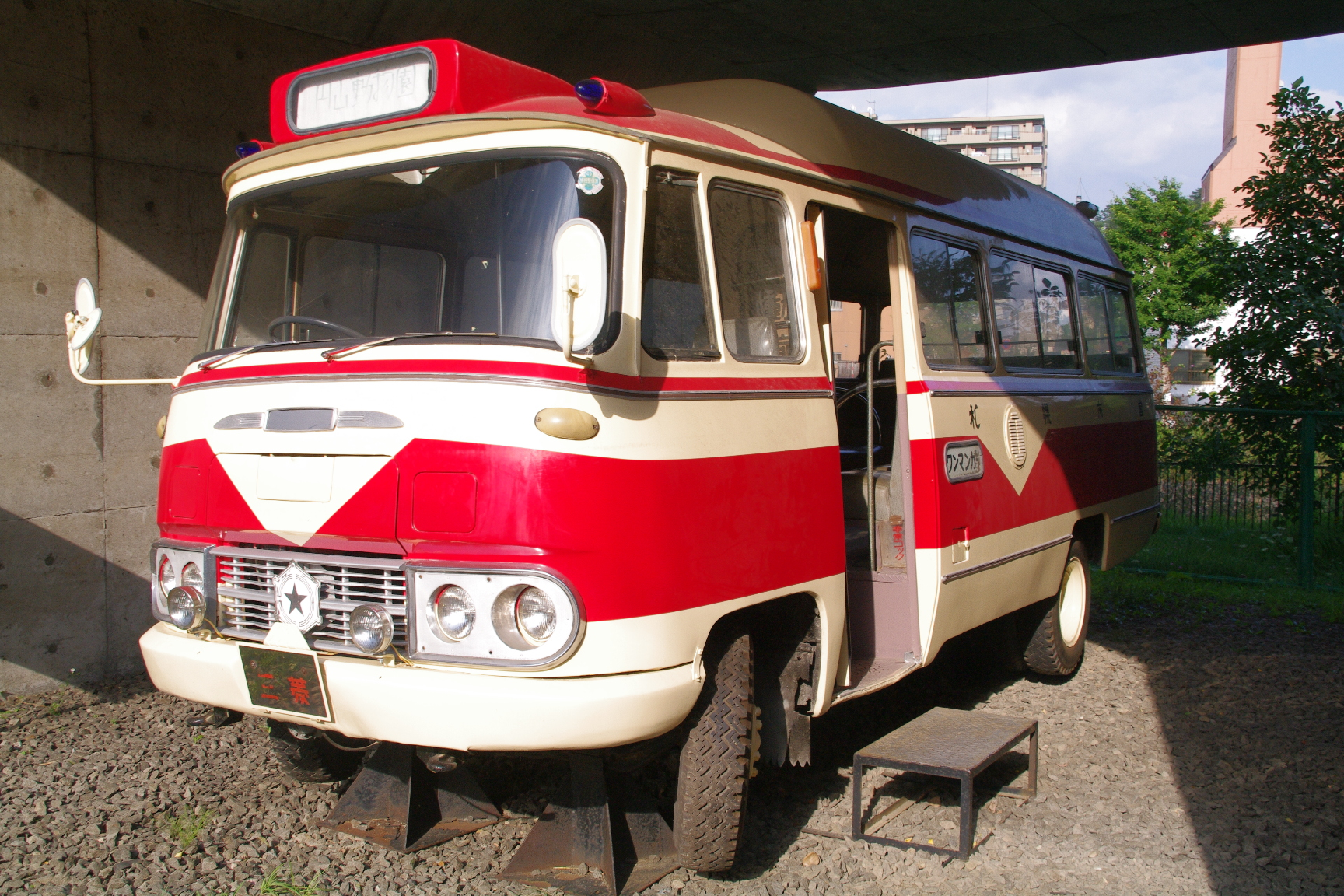
初代B22D型 27人乗ハイルーフ
札幌市交通局

1960年、新三菱重工業（現在の三菱重工業及び三菱自動車工業）製の「三菱・ローザ」誕生。
ローザは中型トラックのジュピターをベースとした関係で、他社製マイクロバスに比べ大きめの車体で、価格も高く、当初からリアダブルタイヤを標準とし、直列6気筒ディーゼルエンジンや、当時の国産マイクロバスで唯一となる全長6 m級のモデル（その後7 mモデルも投入）を加えるなど、やや営業車向けのポジションであった。
メルセデス・ベンツ L319の影響を強く受けたスタイリングは、「だるまローザ」の異名を持つ。

### 三菱ふそう・ライトバス（1963 - 1966年）
MB720型
1963年、三菱・ローザとは別に、三菱日本重工業（現在の三菱ふそうトラック・バス 川崎製作所）の生産による、「三菱ふそう・ライトバス」が発売される。
こちらは2 tトラックのT720型キャンターをベースとしており、他社同様の体躯で、三菱・ローザに比べ一回り小さい。車体は呉羽自動車製で、フロントまわりにキャンターと共通の意匠が見られる。
1964年、マイナーチェンジ。キャンターに歩調を合わせ、前照灯を丸形2灯から丸形4灯へ変更。
全長5500 mm、定員21名、直列4気筒1986 ccの4DQ1型ディーゼルエンジン、運転席ドアを持つなど、より自家用向けの内容であったが、バリエーション展開も無いまま、わずか3年でその座を「三菱・ライトローザ」へ譲っている。

### 三菱・ライトローザ（1966 - 1973年）
B12型/B13A型/B14型/B14A型/B16A型
三菱ふそう・ライトバス（MB720型）の実質上の後継として登場し、B10/20系三菱・ローザとは併売の形をとった。車格的にはこちらが現在のローザの直系の祖となる。
大柄な車体や営業車向けの品質ゆえに高額であったローザは、特に短尺車の販売が思わしくなく、自家用マイクロバス市場では他社の後塵を拝す結果となった。そこで、小型化とコストダウンに主眼を置いたマイクロバスを、乗用車生産のノウハウを持つ三菱重工業が開発することとなった。
外観が垢抜けなかったふそう製のライトバスから一転、トヨタ・ライトバス K170B系に非常に似たスタイルに改められ、寸法もトヨタ・ライトバスとほぼ同じとされた。直列4気筒のKE42型ガソリンエンジン、シングルタイヤ、定員25名と仕様を絞ったことで、価格競争力は十分となった。経済性が徹底的に追求され、定員もほぼ同寸のトヨタ・ライトバスに比べ3名（一列）多い。上級車として直列6気筒ディーゼルのKE63型搭載モデルもラインナップされた。
1969年、マイナーチェンジ。ガソリンエンジンをKE47型へ変更（車両型式はB13型となる）、さらにふそう系の2.4 L 4DR1型ディーゼルエンジンや（B14型）、ダブルタイヤ車（B13A型/B14A型）を追加する。直6ディーゼルエンジンは廃止される。
外観では、側面方向指示器が大型化され、前照灯が丸形4灯からコルト1000同様の異型角形2灯となり、フロントグリルも工数の少ないメッシュタイプへ変更された。
1970年、マイナーチェンジ。フロントグリルの意匠変更。同年7月にもう一度マイナーチェンジを行い、ディーゼルエンジンを2.7 Lの4DR5型へ変更、前照灯は再び丸形4灯となる。

### 2代目（1973 - 1986年）
B210系

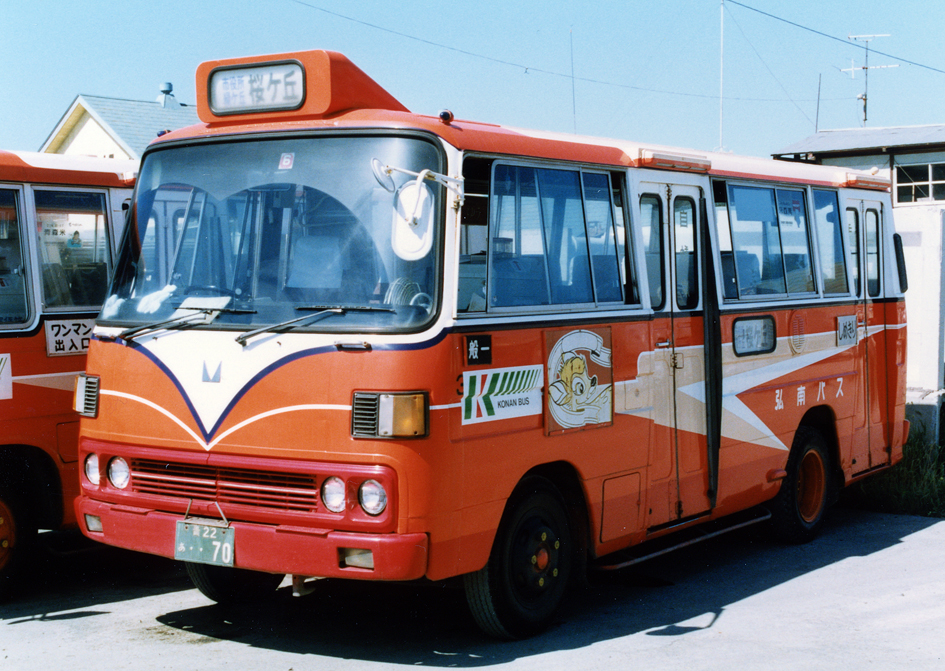
2代目後期型 弘南バス 2ドア路線仕様

- 1973年4月 - フルモデルチェンジで登場。車格はライトローザを受け継ぎ、この世代から大小2つのローザが一本化された。エンジンは直4 2.7 L ディーゼル・80馬力（4DR5）と、直4 2.3 L ガソリン・100馬力（KE47）の2種類。通称プリティローザ。
- 1973年9月 - 4.0 Lの直6 ディーゼル・105馬力（6DR5）を搭載したロング仕様を追加。
- 1979年3月 - 初のマイナーチェンジを実施。外観ではフロントグリルと、テールランプを丸型から角型に変更。フロントエンブレムはエム・エムマークに変更されフロントグリルから分離される。2.7 Lディーゼルは54年排出ガス規制と同時にクーラー搭載車のコンプレッサーの負荷を考慮し、3.3 L・95馬力（4D30）に変更。また、フロントウインカーとインパネ形状が4代目キャンターと共通化され全車フロアシフト化。
- 1983年1月 - 一部改良で昭和57年排出ガス規制適合。フロントエンブレムがMMC表記に変更され、直結式冷房車を設定。後輪シングルタイヤ仕様廃止。
- 1983年6月 - ターボ付き3.2 L 120馬力ディーゼル（4D31）を追加設定し、4.0 L 6気筒ディーゼルを廃止。モケットリクライニングシート装備のカスタム追加。

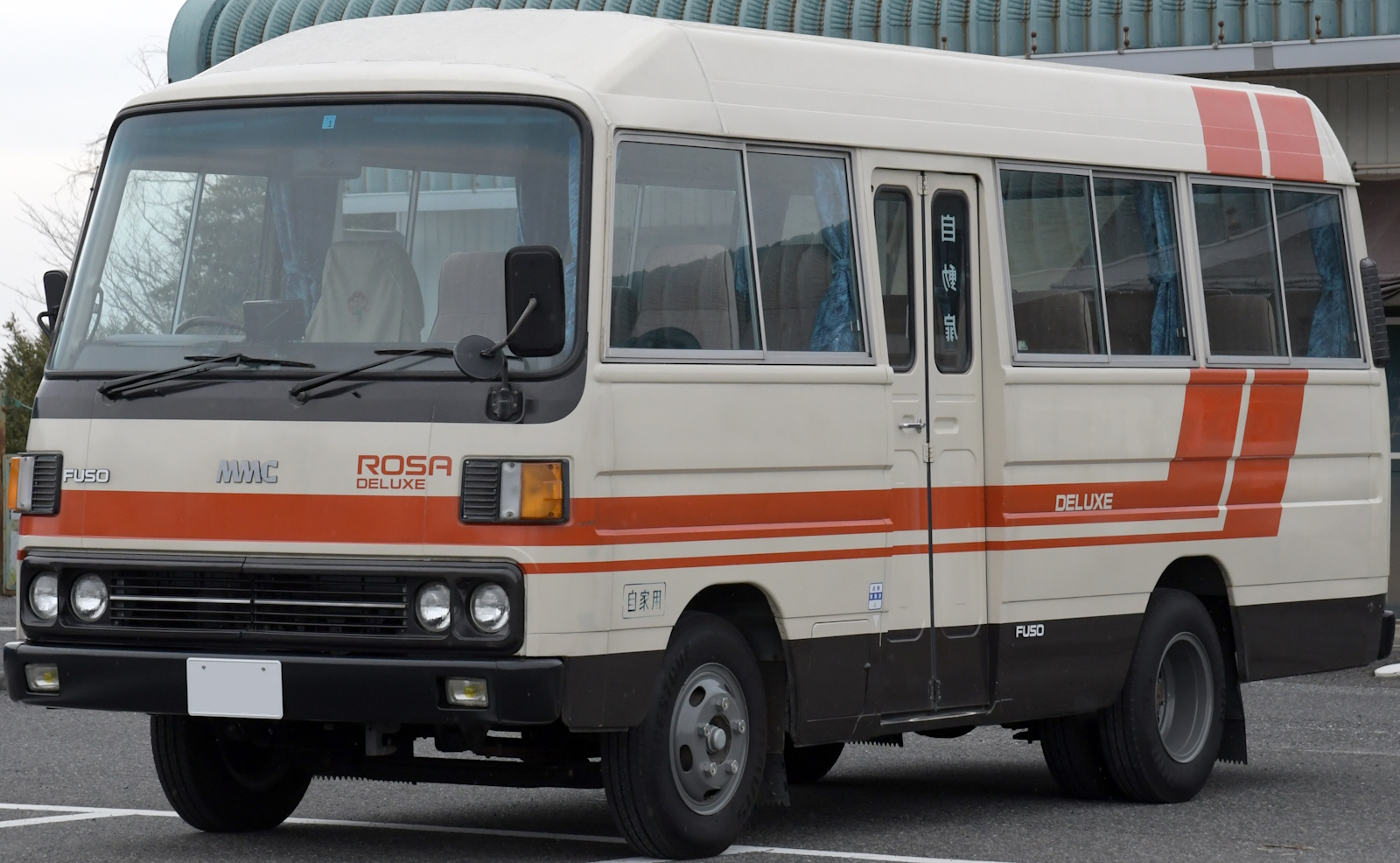
後期型標準ボディ デラックス
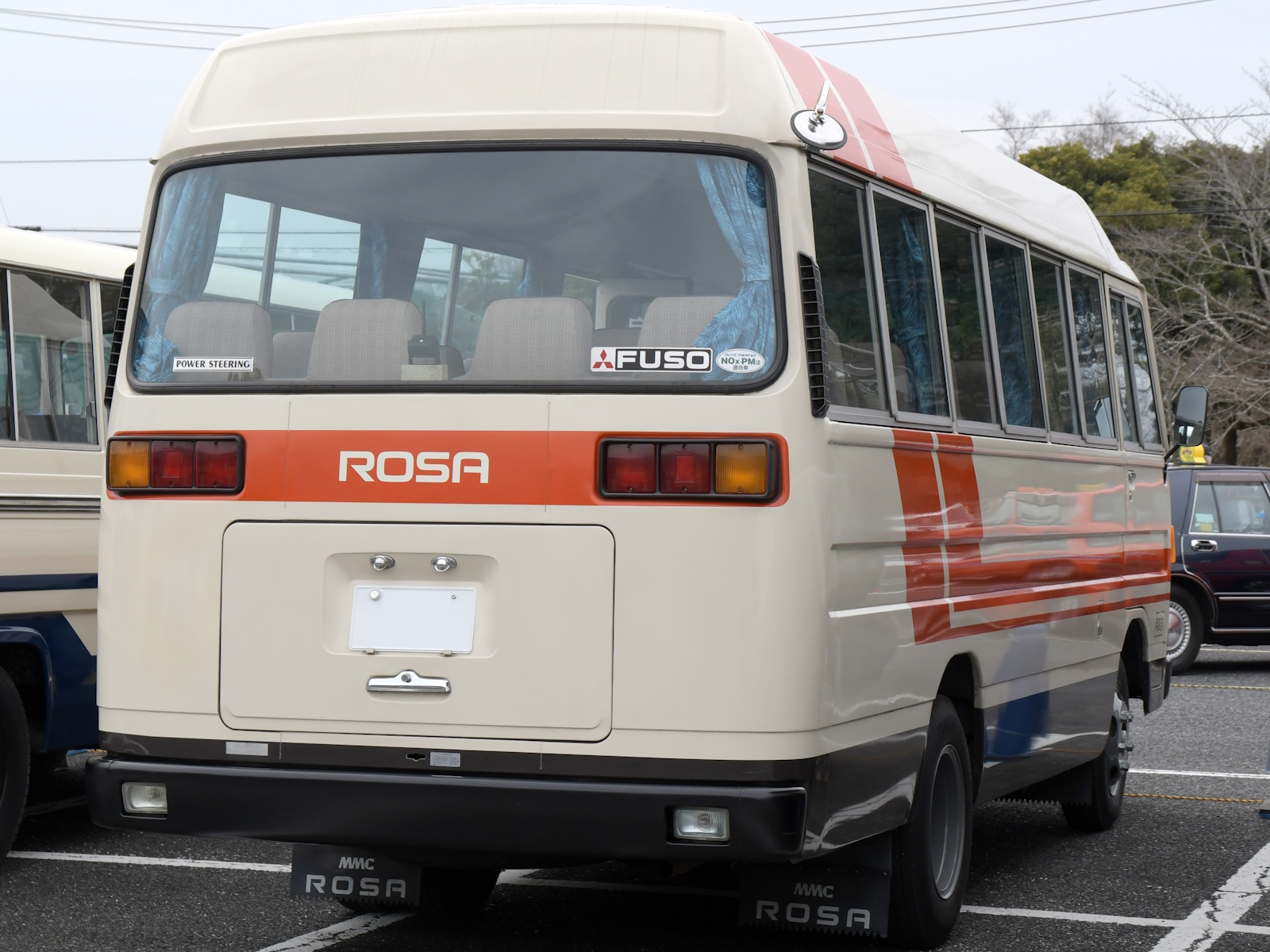
後期型標準ボディ デラックス（リア）
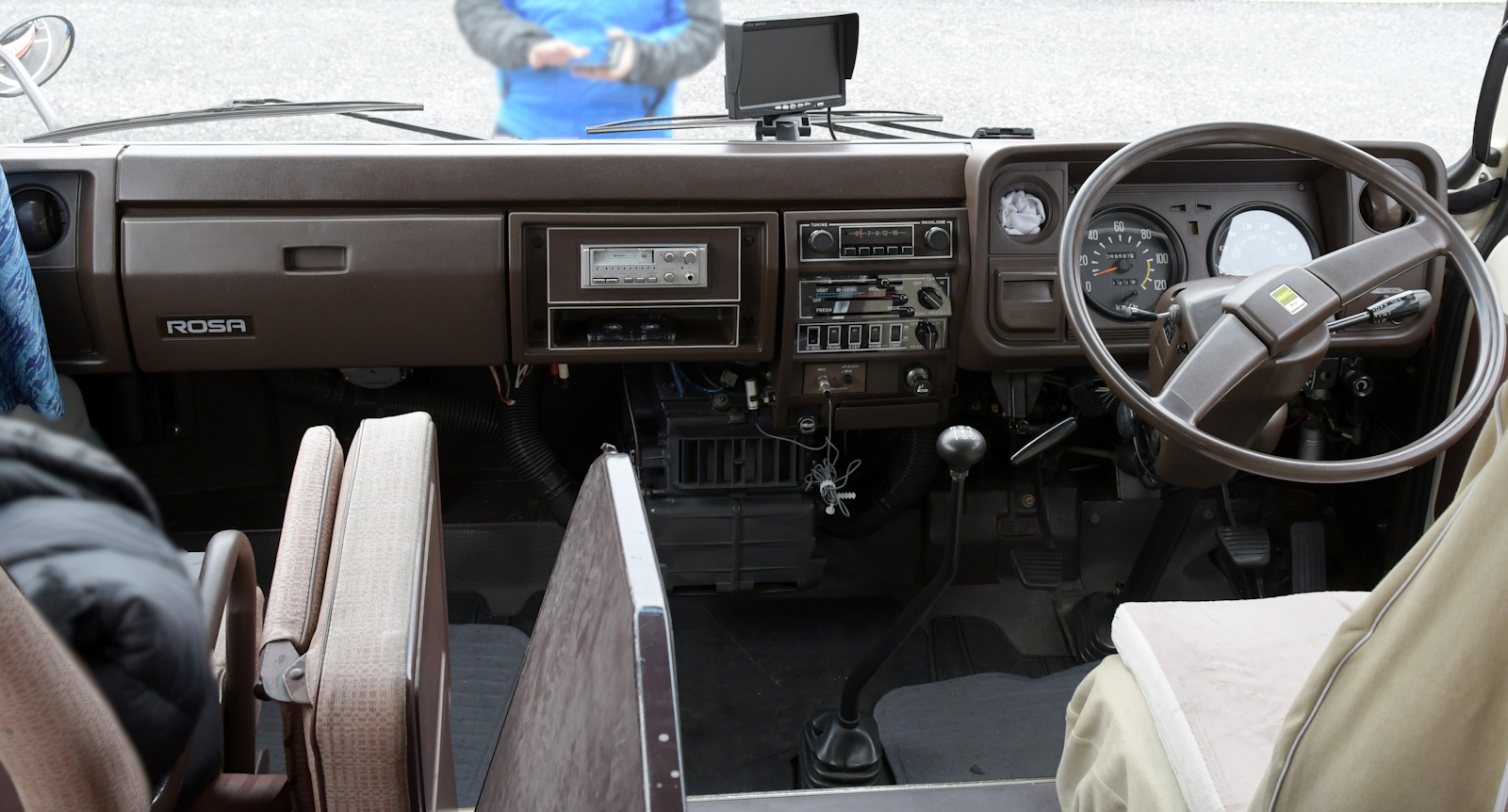
後期型標準ボディ デラックス（車内）
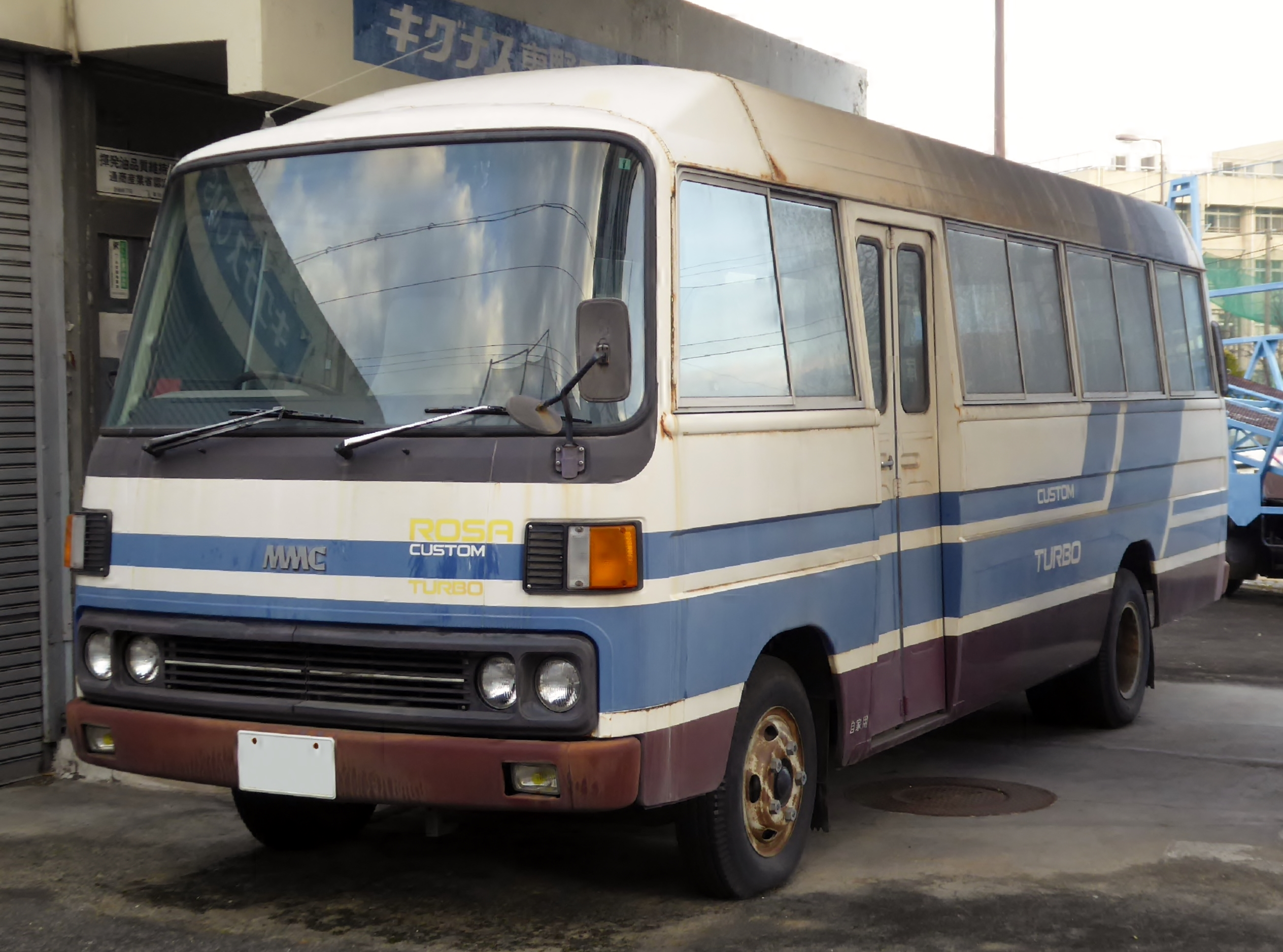
後期型ロングボディ カスタム

### 3代目（1986 - 1997年）
BE4系
- 1986年6月 - 13年ぶりの全面変更で、先にデビューしたMS7系エアロバスのデザインを組む流麗なラインとなる。拡大されたフロントウインドシールドと、左下のセーフティーウインドウ、インパネのデザインと、操作系のレイアウトに人間工学を取り入れ運転環境が大幅に向上。このスタイリングが評価され、1987年に通商産業省グッドデザイン賞をマイクロバスで初めて獲得する。
- 1987年9月 - 最上級グレードとしてシートピッチを国鉄特急車のグリーン車並に拡大し、更にテレビ、ビデオ、冷蔵庫を装備したロイヤルを追加。
- 1988年5月 - フロントにFUSOマークが付く。
- 1990年1月 - マイナーチェンジでフロント周りの意匠を変更し、全車異型角型2灯式ヘッドランプへ（それまではSTDと幼児車が丸型4灯式）。スタイリングの評価とは裏腹に、乗り心地、操縦安定性、動力性能などがコースターに遅れをとっていたこともあり、商品力を強化。ターボ車は 3.2 L から 3.9 L に排気量をアップし、120馬力から155馬力に増強。4.2 L の新型ディーゼルエンジン（4D33型）、ローザ初のオートマチックトランスミッションと4WDを追加。4WDは、かさ上げされた車高に対応し、乗降口ステップを一段、ホイールアーチにはスパッツがそれぞれ追加されている。車高がかさ上げされた影響か幼児車や特定輸送、80条バスなどで採用されたものの、一般路線バスの採用は南海りんかんバス高野山営業所や濃飛バス下呂営業所など積雪のある山間部でごく少数採用されているのみである。

同時に上級グレードのサスペンションにフロント独立懸架を採用。1992年に空気ばねを追加。
- 1995年5月 - 再度のマイナーチェンジ。フロント周りや内装の意匠を変更し、平成6年排出ガス規制（排ガス記号 KC- ）適合。ヘッドランプに1993年以降のザ・グレートに準じたプロジェクターランプ（但し一部グレードは規格型角型4灯式）を採用する。4WDはトランスファーをボタン式に変更し、カスタムにも設定を拡大。従来は2WDのみ設定のABSも装着可能となる。

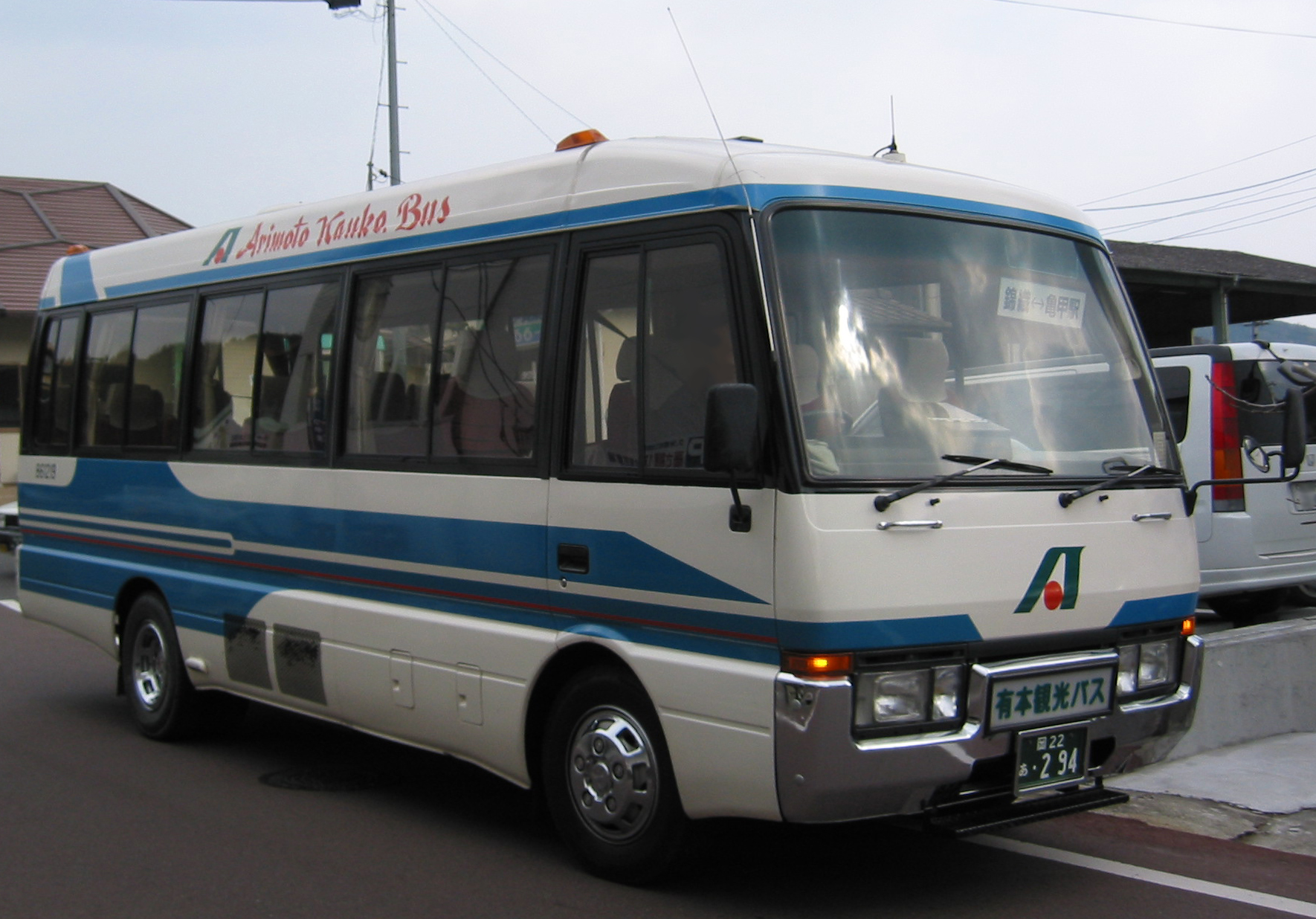
前期型：有本観光バス
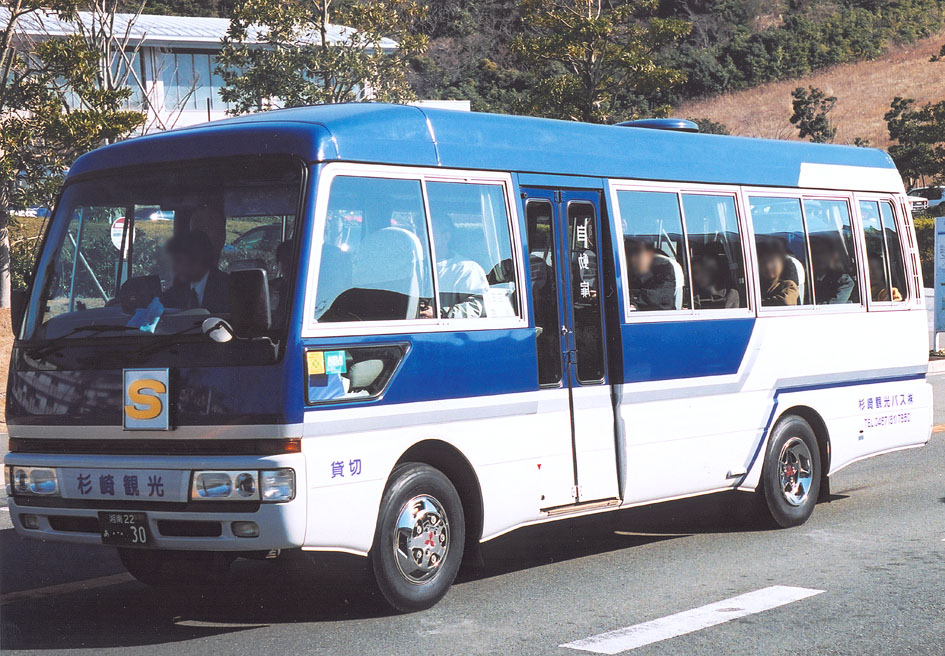
後期型：杉崎観光バス
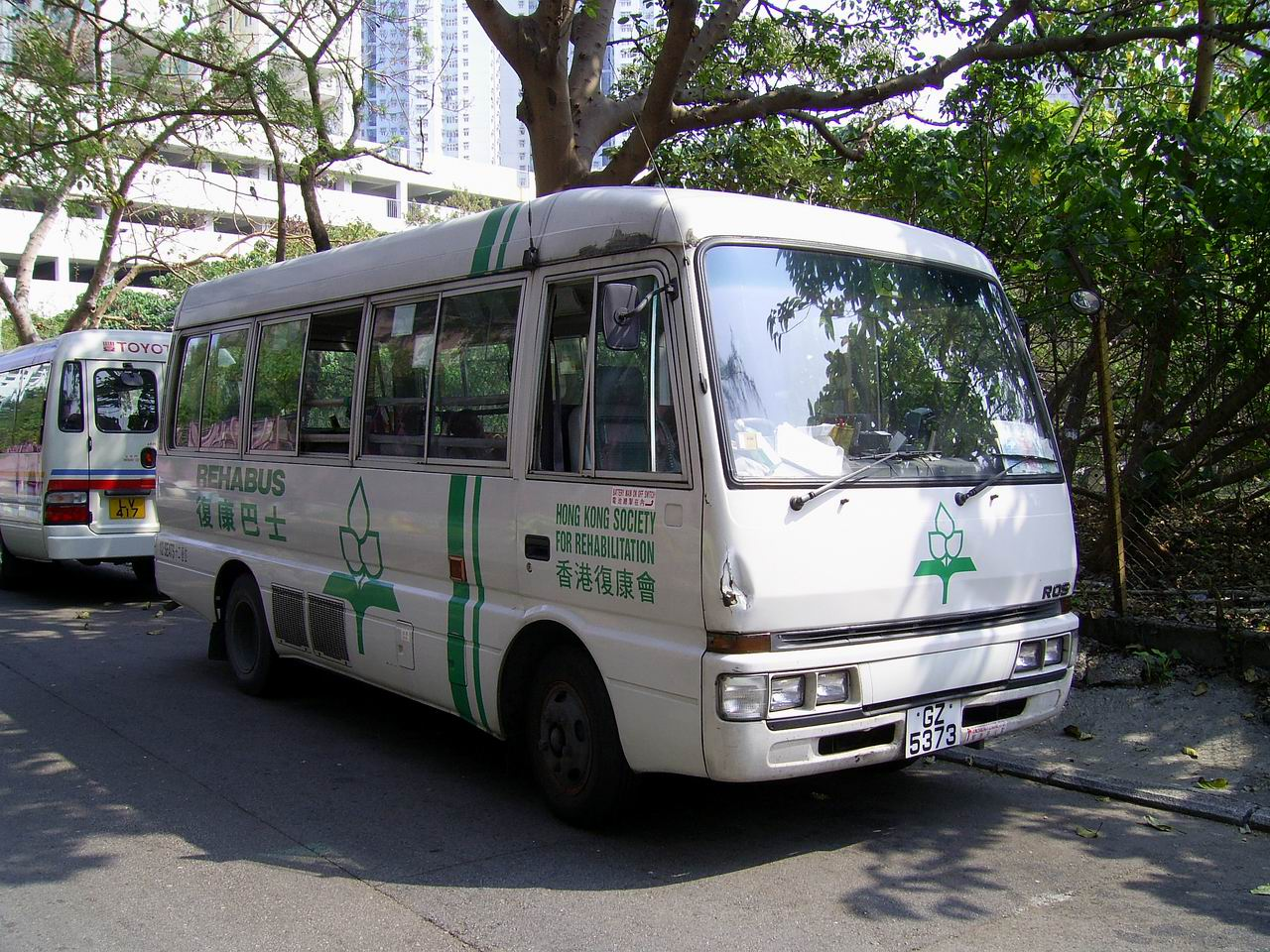
後期型：香港輸出仕様 角形4灯ヘッドライト採用
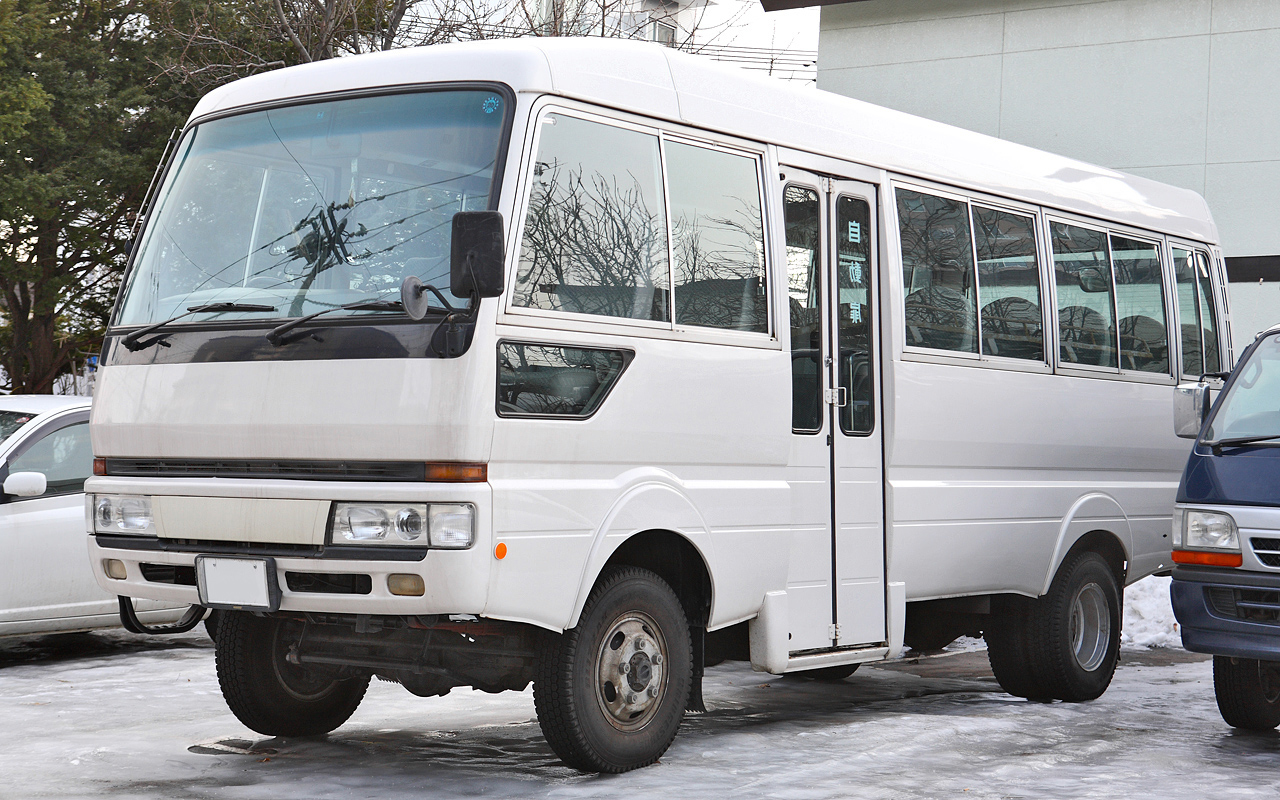
後期型：4WD ドア追加ステップとホイールアーチスパッツを示す

### 4代目（1997年 - ）

#### KC-BE6系
- 1997年10月 - 登場。平成6年排出ガス規制 (KC-) 適合。バスとしては珍しく全車異型丸型4灯式ヘッドランプ・テールランプを採用し、丸みを帯びた外観となった。エンジンはクラス初のDOHC 16バルブ直噴式でターボ付きの4M50T（175 PS）、同じく無過給の4M51（150 PS）、OHV渦流室式の4D36（110 PS）を搭載する。マイクロバスでは初めて運転席エアバッグが装備された。パーキングブレーキレバーは、この時代には珍しくステッキ式を採用している。クラス唯一の運転席パワーウインドウが装備され、マイクロバスとして唯一乗降口が前輪のすぐ後ろに設けられたのも特徴。4WD車は低床化され、ステップ段数がワンステップとなった。なおドアのアウターハンドル等一部部品がデリカスペースギア及びデリカカーゴと共通である。CMには辺見えみりが出演した。
- 1998年9月 - スーパーロングボディを追加。乗車定員30名以上の場合はマイクロバス扱いではなくなり、非常口が設けられる。

型式は以下の通り。
|     | ショートボディ WB 3.4 m | ロングボディ WB 3.9 m                                         | スーパーロングボディ WB 4.5 m |
| --- | ----------------------- | ------------------------------------------------------------- | ----------------------------- |
| 2WD | KC-BE636E KC-BE632E     | KC-BE654G KC-BE644G KC-BE642G KC-BE632G KC-BE632G(標準ルーフ) | KC-BE642J                     |
| 4WD |                         | KC-BE642G                                                     |                               |

#### KK-BE6系
- 1999年5月 - 一部改良。平成10年排出ガス規制 (KK-) 適合。タコメーターが全車標準装備され、液晶式オド、トリップメーターを採用。エンジンは全車直噴化され、4M50T（180 PS）と4M51（155 PS）、4D33（125 PS）の3種類を搭載する。
- 1999年9月 - 4WD車にAT車を追加。
- 2001年5月 - 一部改良。平成12年騒音規制適合。CXに高級装備を追加したCX-Lと近距離送迎向けのSAを設定。
- 2002年6月 - CNG車追加。

型式は以下の通り。
|     | ショートボディ WB 3.4 m | ロングボディ WB 3.9 m                                                   | スーパーロングボディ WB 4.5 m |
| --- | ----------------------- | ----------------------------------------------------------------------- | ----------------------------- |
| 2WD | KK-BE63EE KK-BE63CE     | KK-BE66DG KK-BE64DG KK-BE64EG KK-BE63EG KK-BE63EG(標準ルーフ) KK-BE63CG | KK-BE64DJ                     |
| 4WD |                         | KK-BG64EG                                                               |                               |

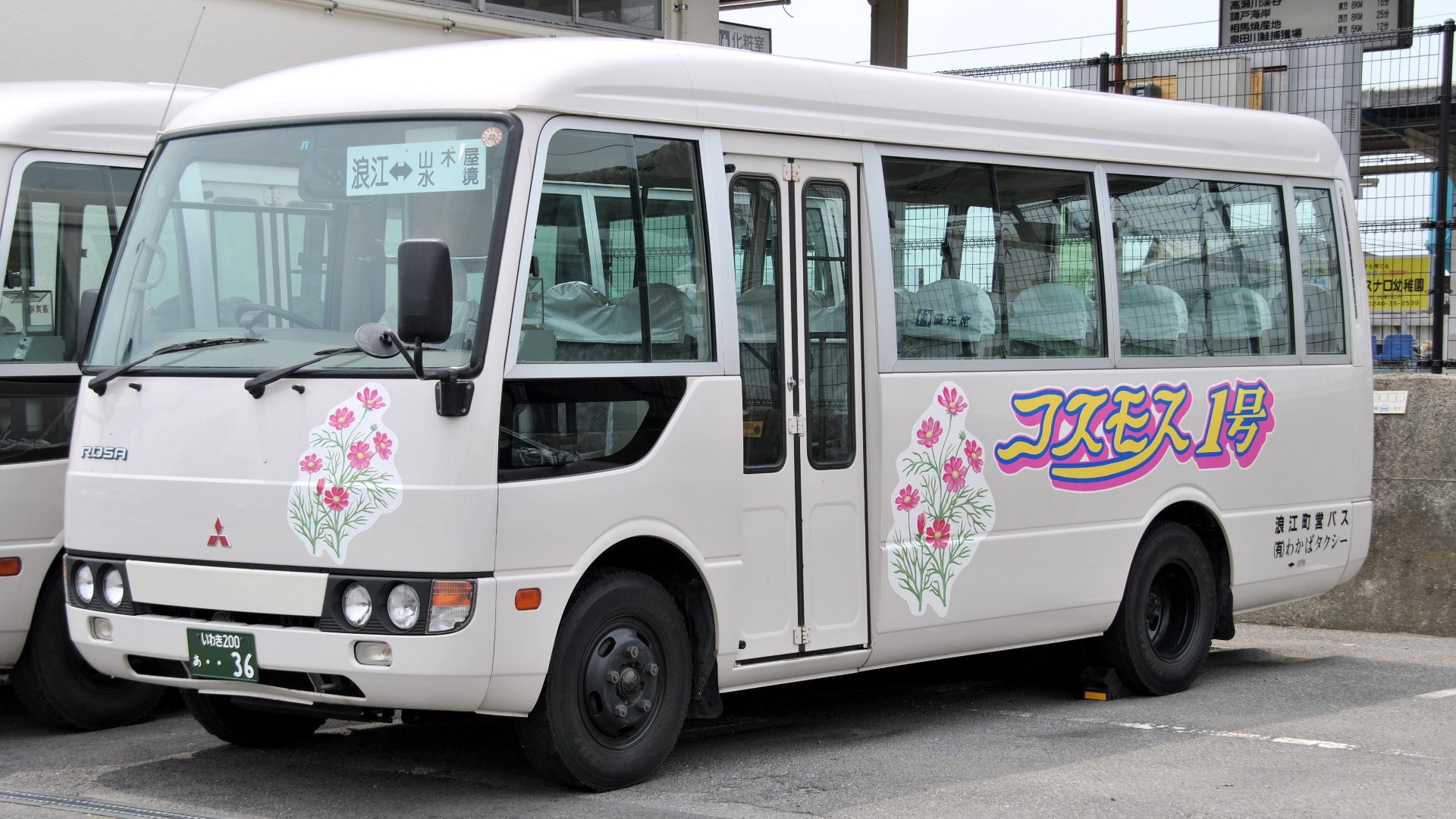
ショート わかばタクシー
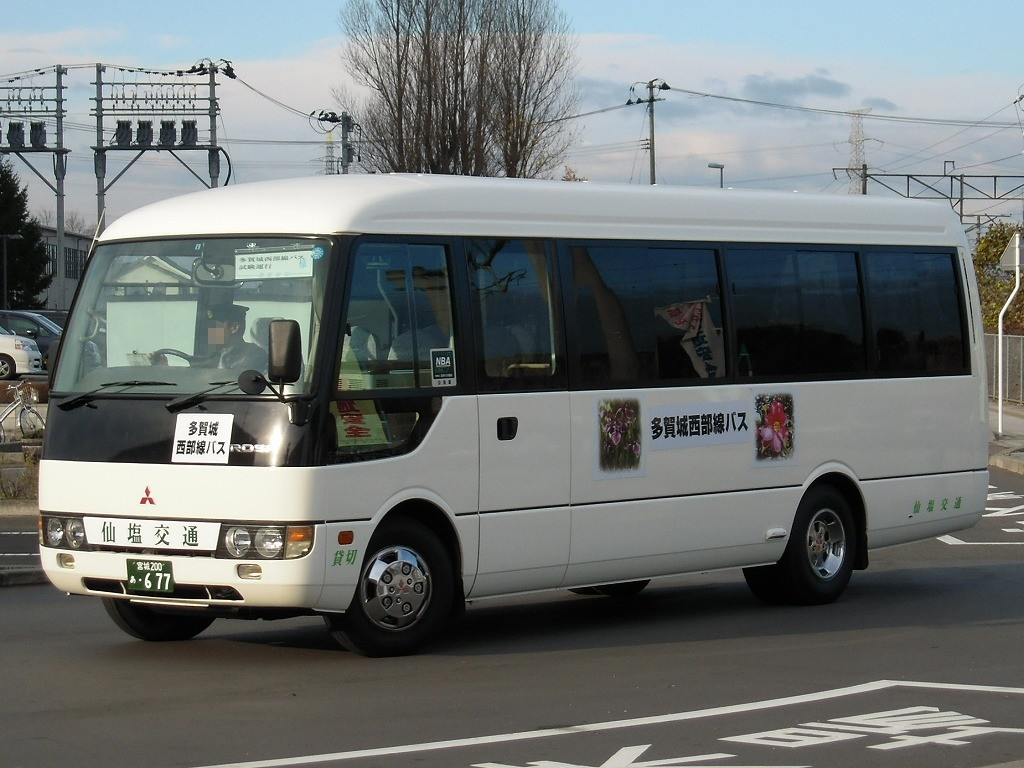
ロング 仙塩交通
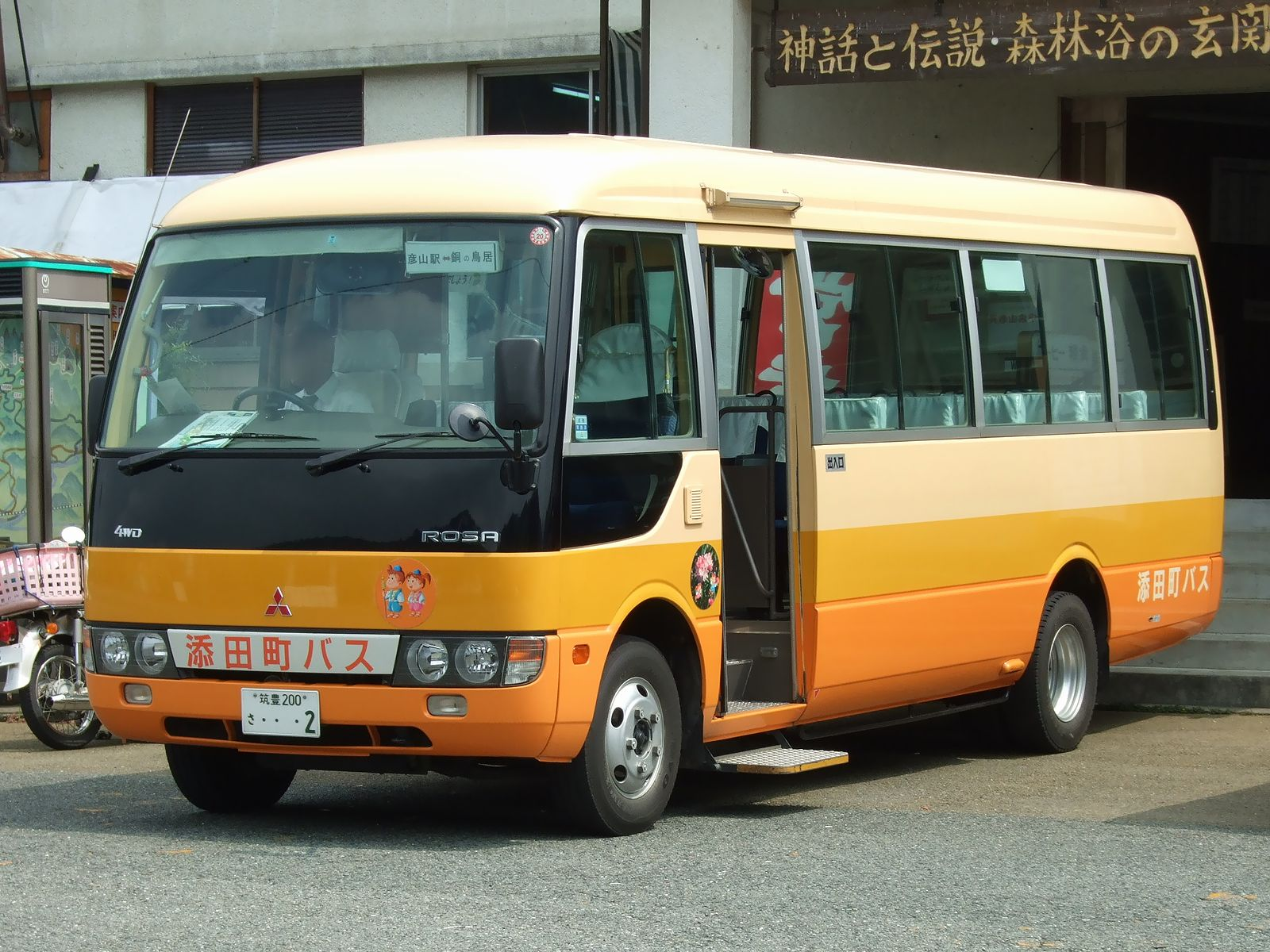
4WD車 添田町バス

#### PA-BE6系
- 2004年10月 - 一部改良。平成15年排出ガス規制並びに超低PM排出ディーゼル車認定制度75 %低減レベル (PA-) 適合。フロントバンパーにエアインテークが装備され、ナンバープレートが右側にオフセットされる。エンジンは全車4M50系ターボ付きに統一され、4M50 T5（180 PS）、4M50 T4（160 PS）、4M50 T3（140 PS）を搭載する。
- 2005年10月 - 一部改良。灯火器保安基準適合。車名ロゴがROSAからRosaに変更され、位置もフロントから側面に変更。最上級グレード「スーパーロイヤル」が消滅。

型式は以下の通り。
|     | ショートボディ WB 3.4 m | ロングボディ WB 3.9 m         | スーパーロングボディ WB 4.5 m |
| --- | ----------------------- | ----------------------------- | ----------------------------- |
| 2WD | PA-BE63DE               | PA-BE66DG PA-BE64DG PA-BE63DG | PA-BE64DJ                     |
| 4WD |                         | PA-BG64DG                     |                               |

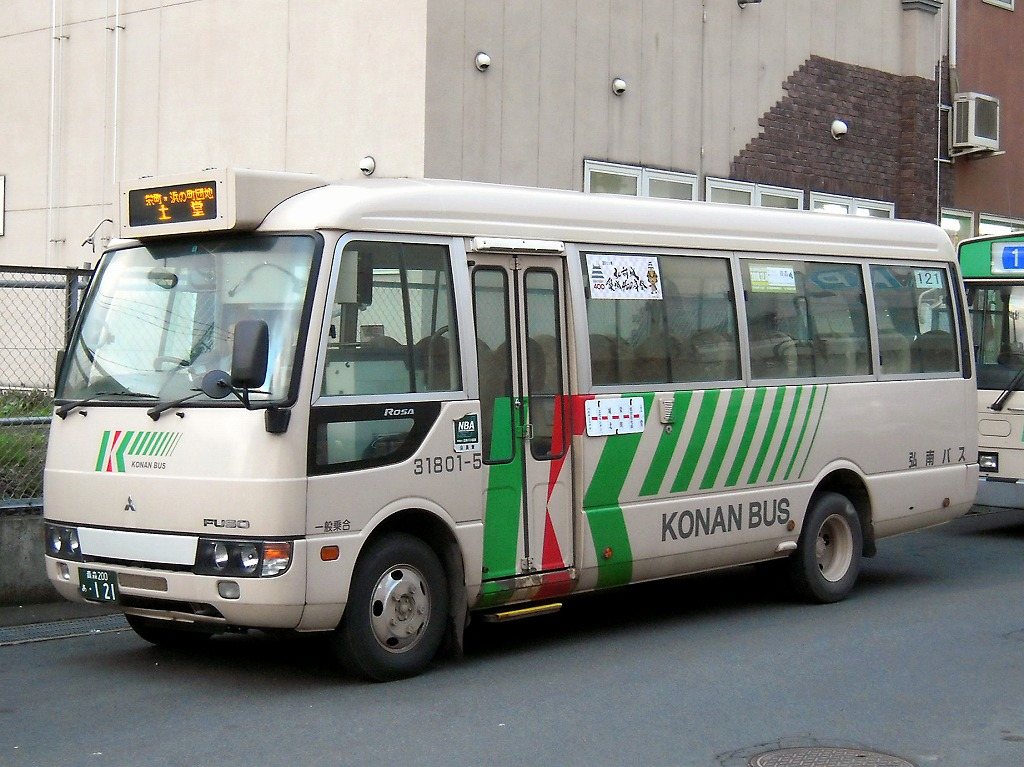
4WD車 弘南バス PA-BG64DG
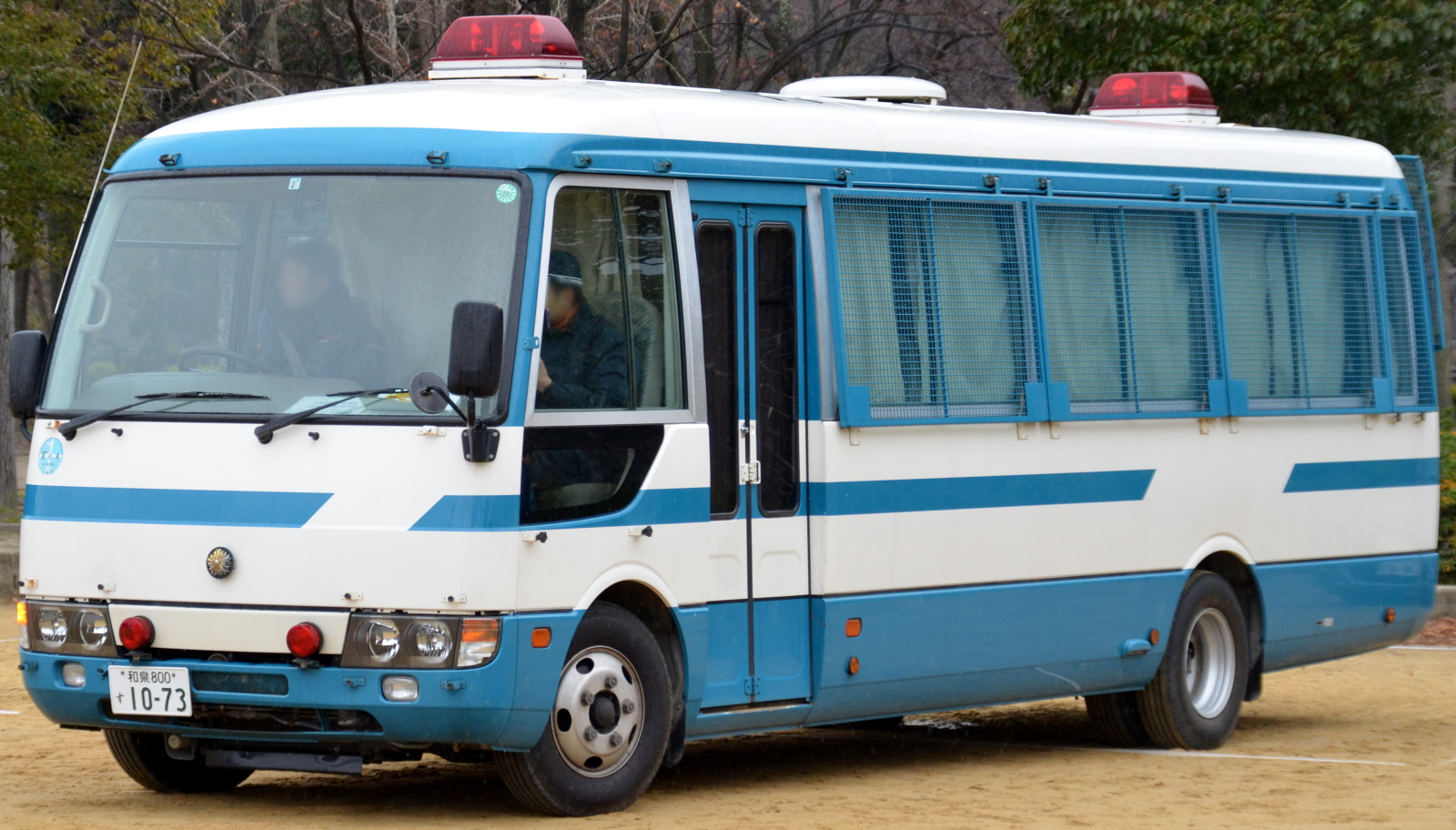
スーパーロング 大阪府警察 PA-BE64DJ

#### PDG-BE6系
- 2007年4月27日 - マイナーチェンジ（発売は7月3日）。フロントバンパーとフロントグリルの変更により、外観が大きく異なっている。フロントブレーキを2リーディングドラムからベンチレーティッド・ディスクに変更。また、平成17年排出ガス規制 (PDG-) に適合するなど、環境面にも配慮。エンジンは、4M50 T4 型 (110 kW / 150 PS) と4M50 T5 型 (132 kW / 180 PS) の2種類が設定され、幼児車には4WDの設定も行われた。また、安全装備（Power-ABS、ハイマウントストップランプ）を全車に標準装備。
- 2008年 - CXのロングボディが廃止され、CXはスーパーロングのみとなる。また、カスタムのスーパーロングが廃止された。
- 2010年6月 - 生産が名古屋製作所大江工場から三菱ふそうバス製造 (MFBM) に移管。

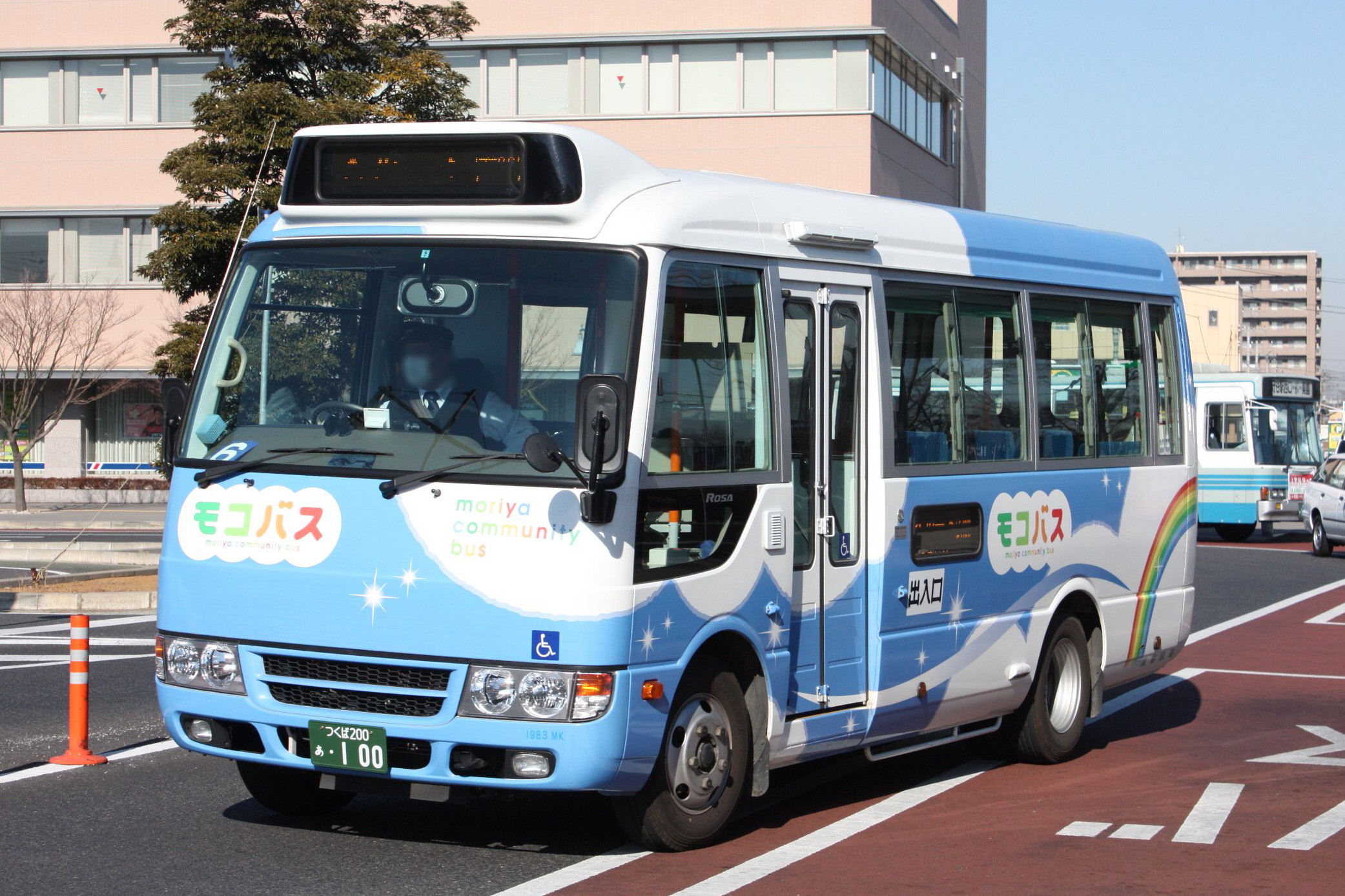
ショート 関東鉄道（守谷市コミュニティバス「モコバス」） PDG-BE64DE
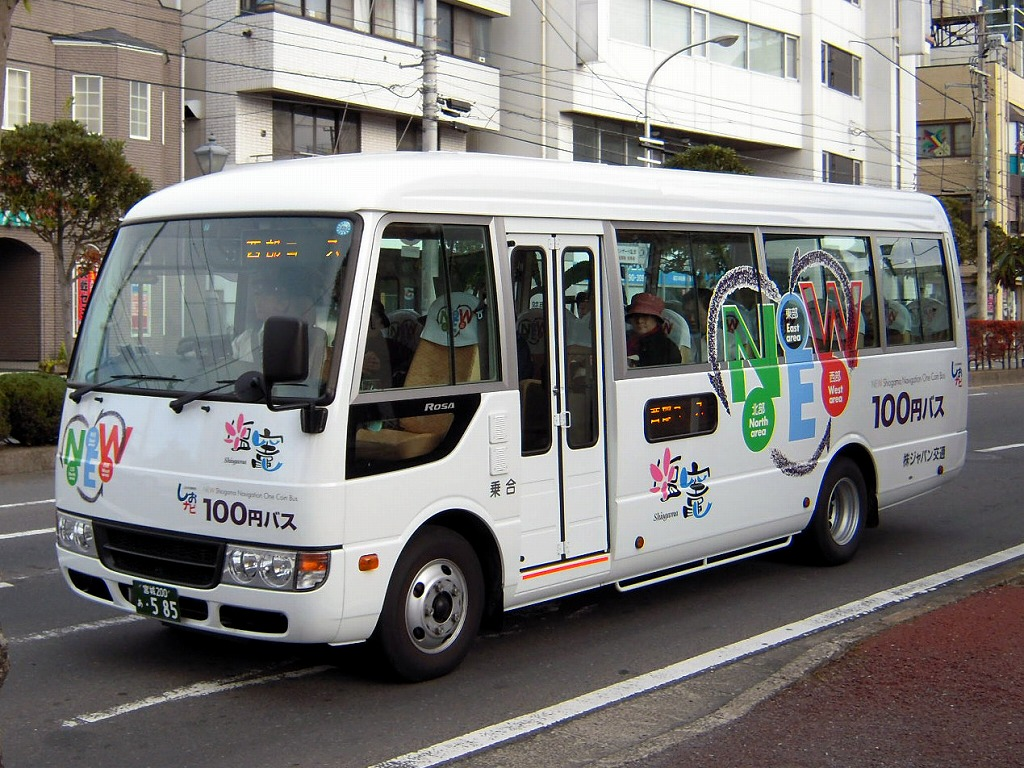
ロング ジャパン交通 PDG-BE63DG
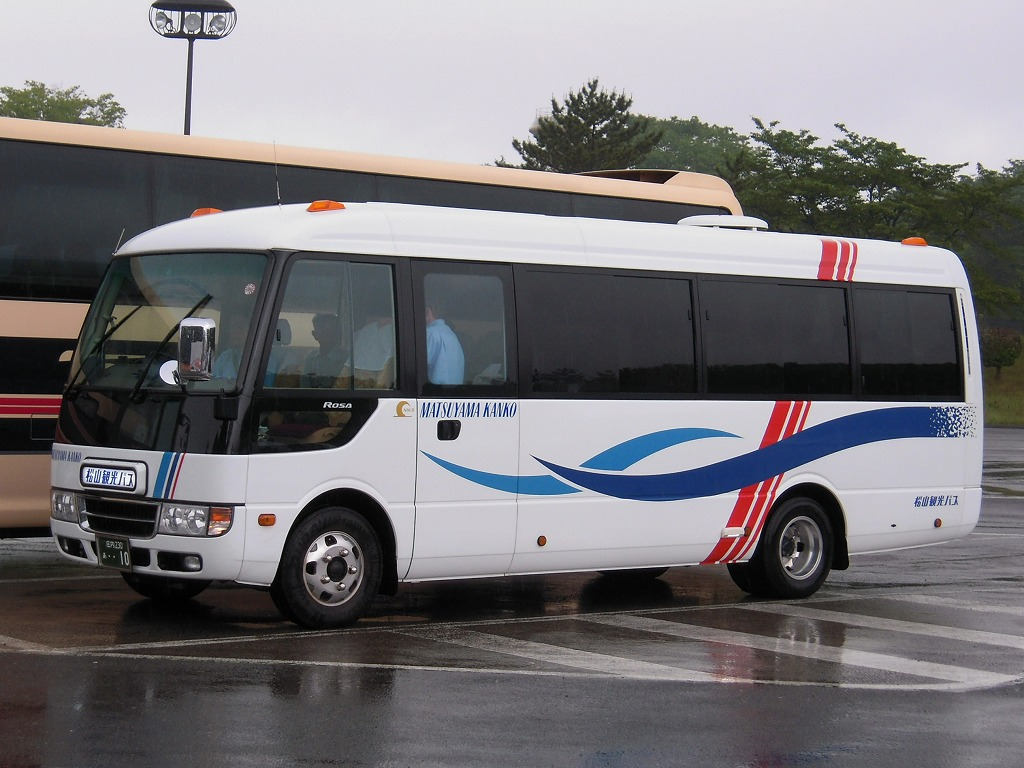
ロング 松山観光バス PDG-BE66DG
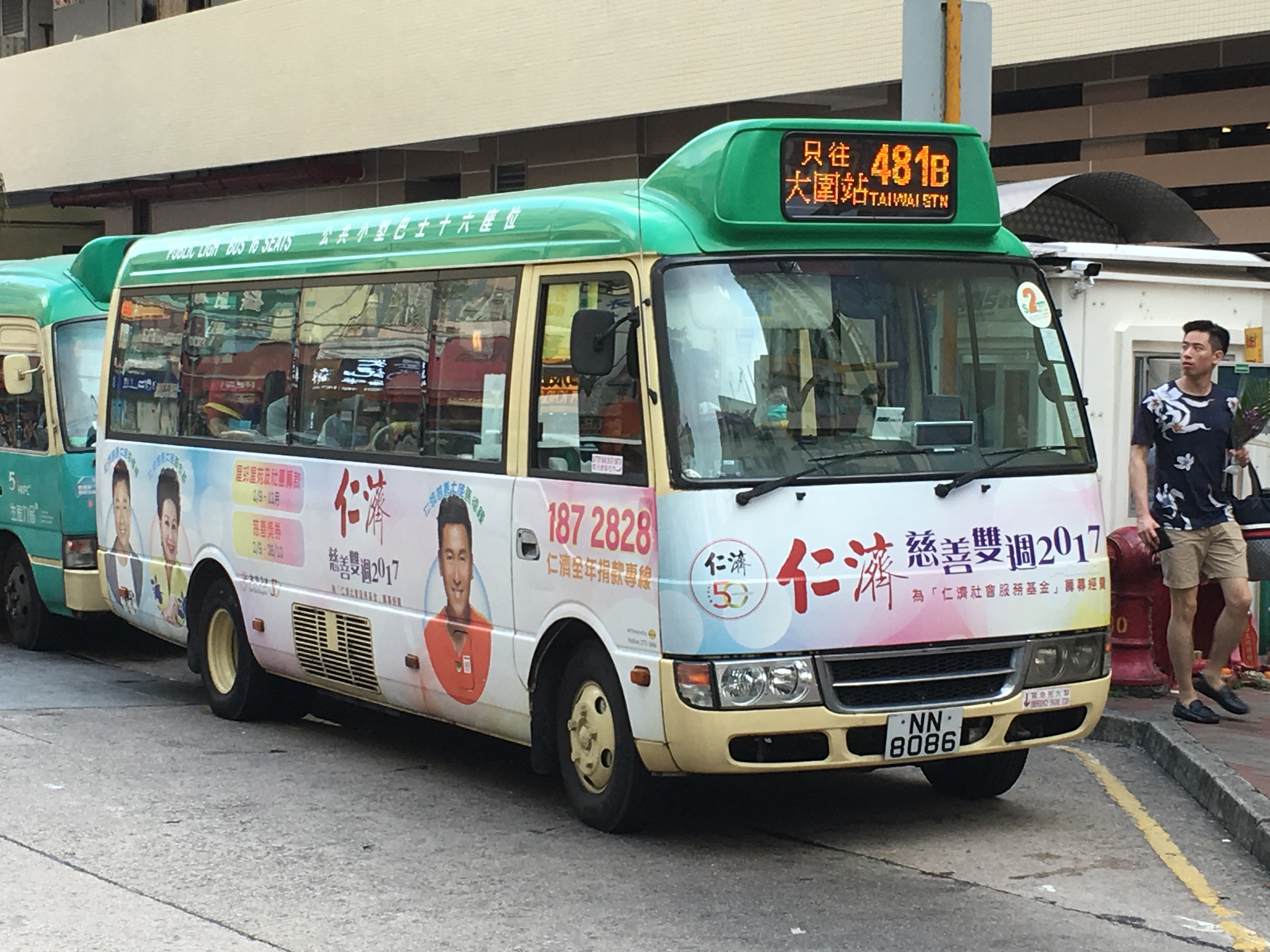
香港仕様

#### SKG-BE6系
- 2011年8月 - マイナーチェンジ。平成22年度（ポスト新長期）排出ガス規制 (SKG-) 適合。平成27年度重量車燃費基準達成。乗員保護規制（ECE規制）対応。エンジンはフィアットグループのFPT社とダイムラー(現:メルセデス・ベンツ・グループならびダイムラー・トラック)、そして三菱ふそうが共同開発した4P10 T6 型 (129 kW / 175 PS) を採用。排気後処理システムにはDPFに加え尿素水を用いたSCR触媒「BlueTecシステム」を採用。AT車は、バス業界では世界初となるデュアルクラッチトランスミッションであるDUONIC（デュオニック）（6速）を採用。サスペンションは全車フロント独立懸架式、リア車軸懸架式を採用。外観ではフロントプレスラインの変更により大型バスとの意匠の共通化をはかった。グレード名が従来のカスタム、CX-L、CX、SAからプレミアム、アドバンス、スタンダード、ベーシックに変更され、ショートボディー、幼児車、4WDが廃止された（発表8月24日、発売8月31日）。また、客席のシートベルトが2点式から3点式に変更。新たに補助席に2点式シートベルトが追加された。マフラーは排気口がリアバンパーから右側側面に変更された。

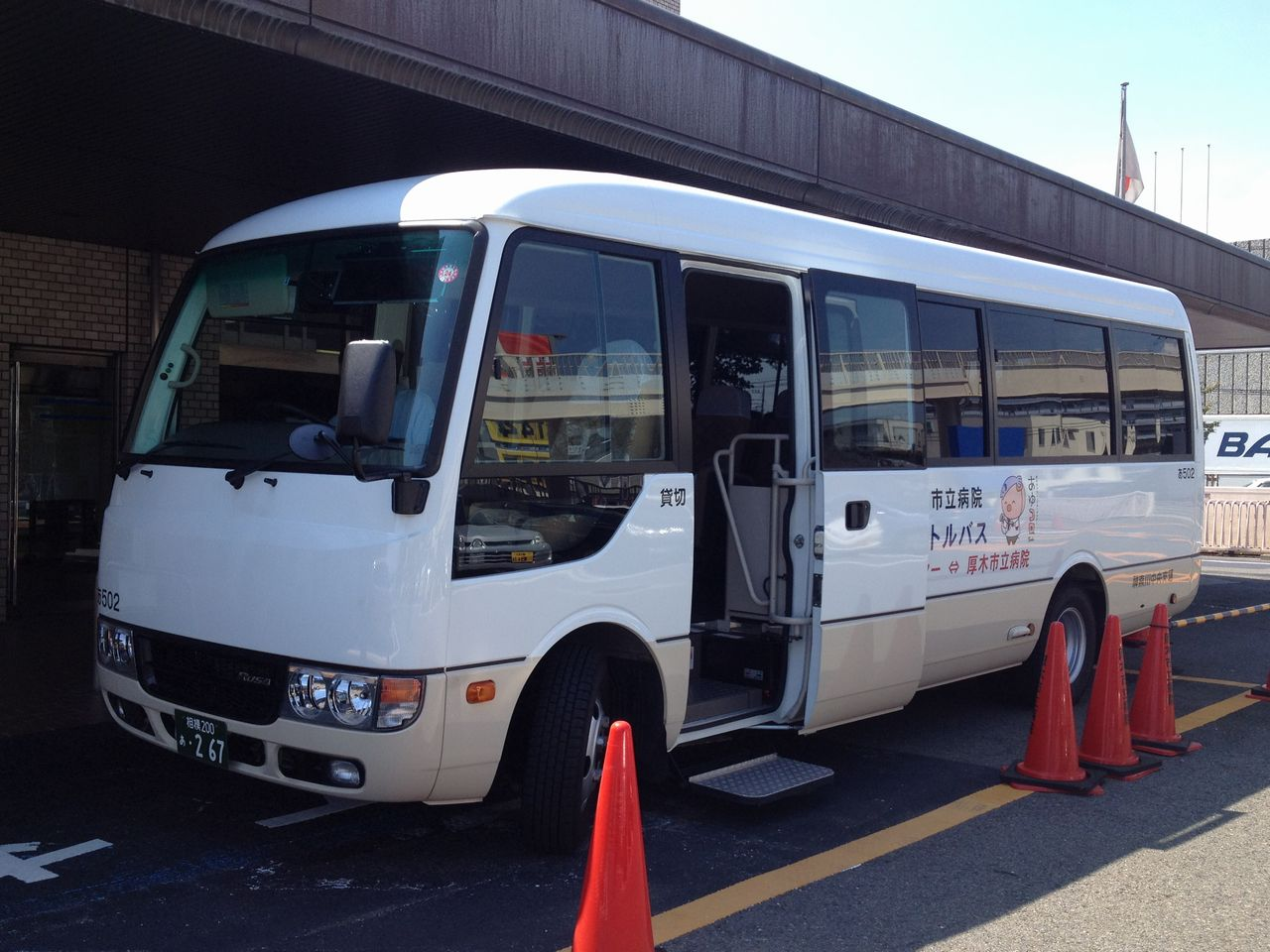
ロング SKG-BE640G 神奈川中央交通

- ロング
SKG-BE640G
神奈川中央交通

#### TPG-/TPR-/TTG-BE6系
- 2012年4月 - 2012年4月よりTPG- TRG- に移行された。
- 2014年4月 - 幼児車の販売を再開。6月にはロールーフ車を追加。
- 2015年6月 - 幼児車の安全性を向上。「幼児専用車の安全性向上のガイドライン」に対応する新シートを装備。
- 2015年11月 - 4WD車の販売を再開。エンジンは4P10 T4 型 (110 kW / 150 PS) でトランスミッションはDUONICのみ設定。
- 2016年5月 - ベトナムで販売開始。スーパーロングボディMT車のみ設定でエンジンは4D34が搭載される。車両はサイゴン交通運輸機械総公社の工場でノックダウン生産され、ローザ初の現地生産となる[1][2]。
- 2018年10月 - マイナーチェンジ[3]。4代目へのフルモデルチェンジ以来初となるフロントフェイスリフトが実施され、従来、フロントウィンドウ下の左側にあった「FUSO」ロゴをフロントグリル上部に配したブラックベルト上に移動してバラ文字（F U S O）で中央配置。このデザインは「ふそうブラックベルト」と呼ばれる三菱ふそうの新フロントフェイスデザインの採用第1号となる。併せて、4灯式ヘッドランプに代わり、新形状の2灯式ヘッドランプ（LEDポジションランプ付き）とLEDフォグランプが採用された。また、これまで路線仕様選択の場合MT設定できたが、廃止され、選択不可能となった。

型式は以下の通り。
|     | ショートボディ WB 3.4 m | ロングボディ WB 3.9 m | スーパーロングボディ WB 4.5 m    |
| --- | ----------------------- | --------------------- | -------------------------------- |
| 2WD | TPG-BE640E              | TPG-BE640G            | TPG-BE640J TRG-BE640J TTG-BE640J |
| 4WD |                         | TPG-BG640G            |                                  |

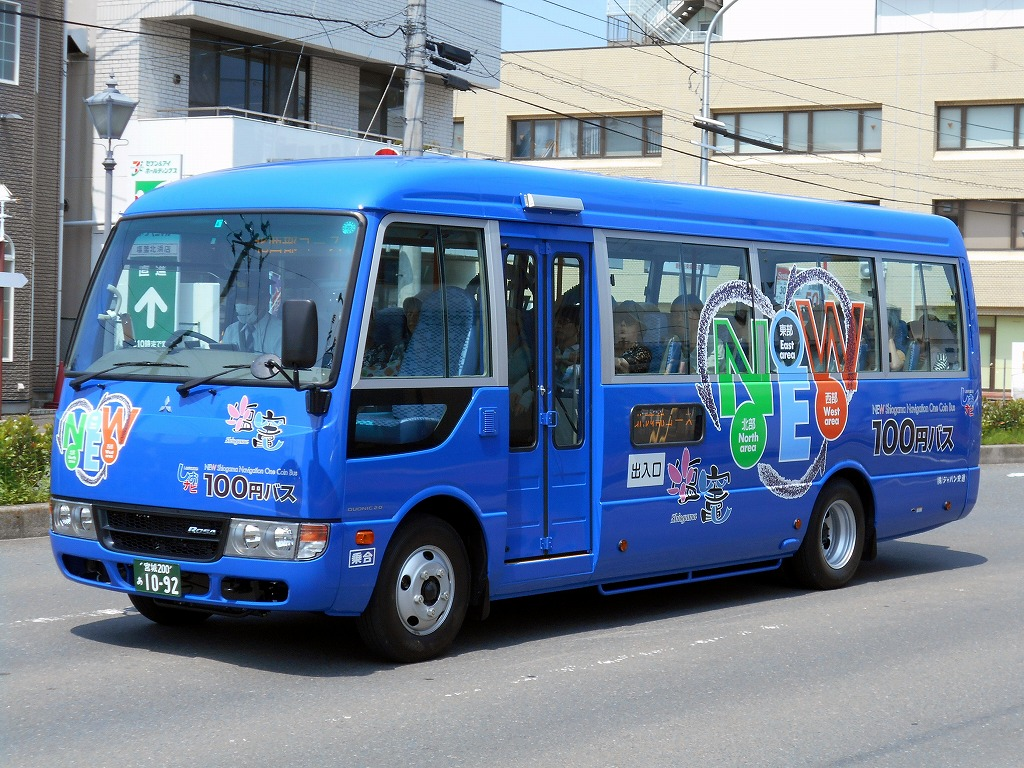
ロング TPG-BE640G ジャパン交通
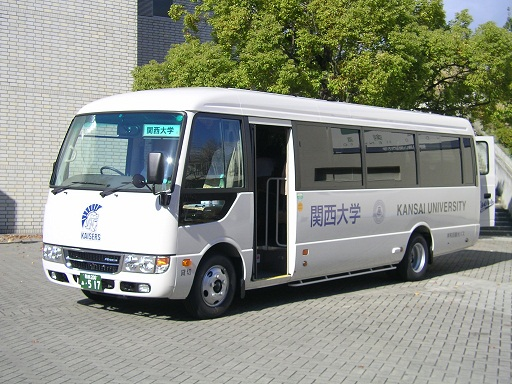
スーパーロング TPG-BE640J 岸和田観光バス
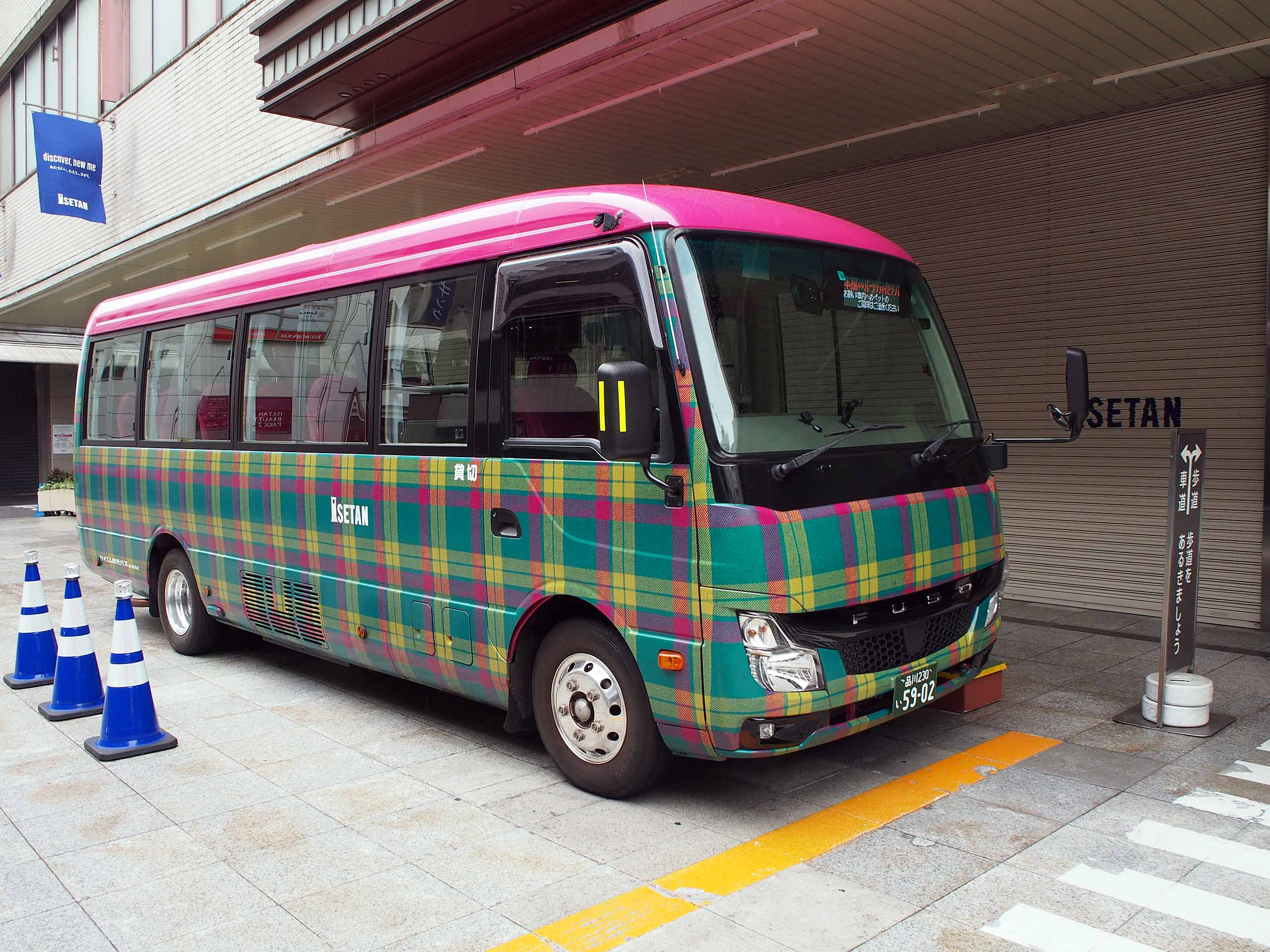
2018年型ロング TPG-BE640G ケイエム観光バス 伊勢丹新宿店の無料送迎バス「伊勢丹シャトルコーチ」専用車
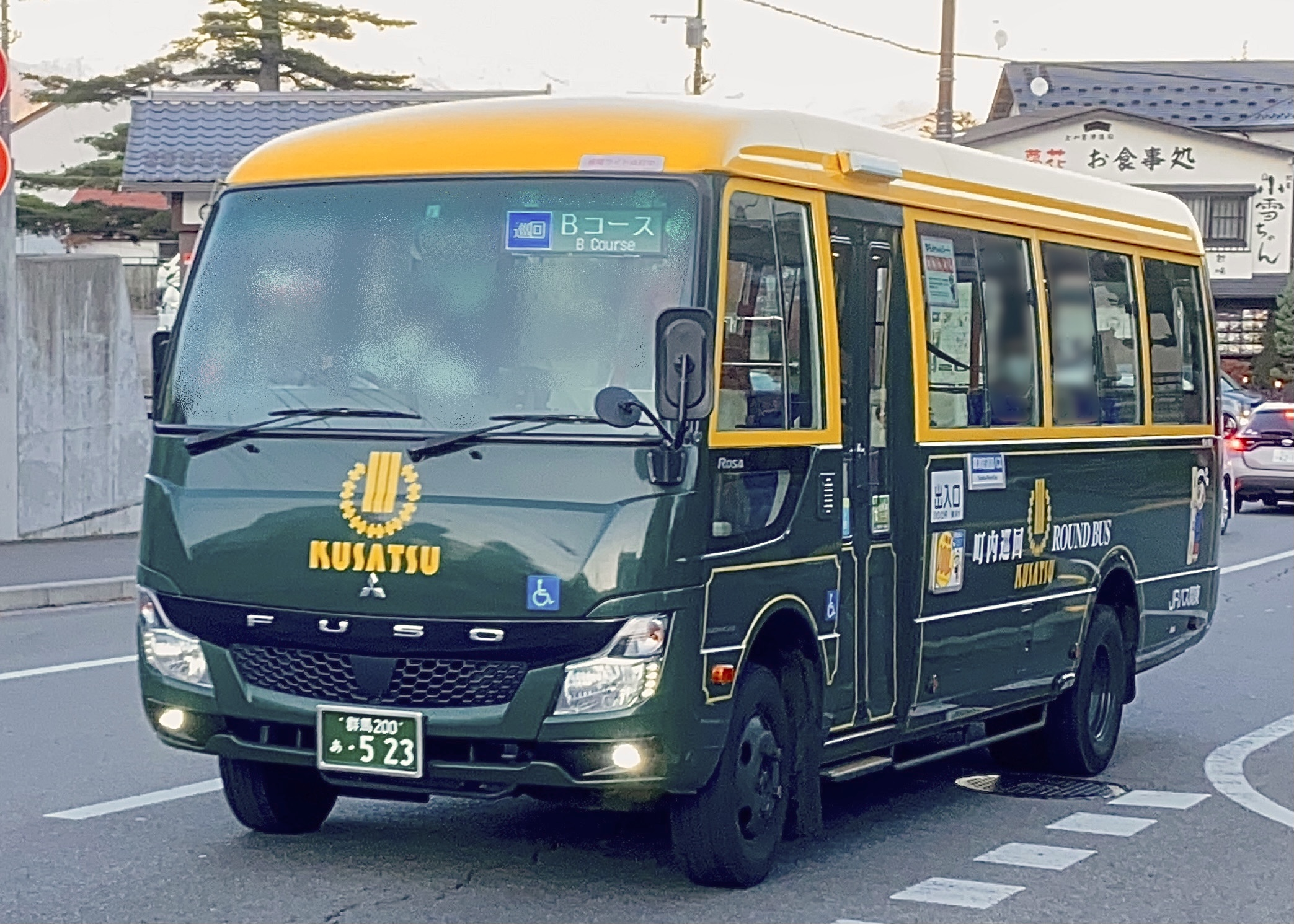
2018年型4WD TPG-BG640G JRバス関東

#### 2RG-BE7系
- 2019年8月 - マイナーチェンジ。平成28年度排出ガス規制に適合。平成27年度重量車燃費基準 + 10 %達成。（4P10-T6 出力129 kWは変更なし）安全面では、衝突被害軽減ブレーキ、車両安定性制御装置、車両逸脱警報装置、坂道発進補助装置、運転席，助手席エアバッグなどの安全装置を設定。内装は1997年以来となるインテリアの一新を実施。ハンドブレーキはステッキタイプからレバータイプに変更。くわえて、客席シートも新たな材質を採用し、快適性を向上。オーディオはBluetoothを搭載し、ハンズフリー電話にも対応するAM/FMラジオを装備。外装面ではLEDヘッドランプを採用。夜間時の運転視認性を向上している。グレードはエコラインとプロラインの2種類で、プロラインにはプレミアムパッケージが設定される。マフラーは排気口が2WD車のみリアバンパーに戻された。
- 2021年8月 - 一部改良[4]。大型観光バスのエアロクィーン/エアロエースにも採用されている車両の位置情報や軌跡状況の把握、車両の管理、安全運転情報や遠隔診断、ジオフェンシング機能によって車両のトラブルを検知するテレマティクスデバイス「Busconnect（バスコネクト）」を搭載したほか、J-OBD II（車載式故障診断装置システム）や加速走行騒音規制に適合。デイタイムランニングライトやオートライトが採用され、助手席シートベルトリマインダーの採用や補助席のシートベルト着用義務化に対応し、燃料タンクは燃料漏れ防止基準に対応。車体カラーにはオーシャンブルーとハニーイエローが追加された。テールランプ、リアウインカーはLED化され、メッキリングが装備された。

型式は以下の通り。
|     | ショートボディ WB 3.4 m | ロングボディ WB 3.9 m | スーパーロングボディ WB 4.5 m |
| --- | ----------------------- | --------------------- | ----------------------------- |
| 2WD | 2RG-BE740E              | 2RG-BE740G            | 2RG-BE740J                    |
| 4WD |                         | 2RG-BG740G            |                               |

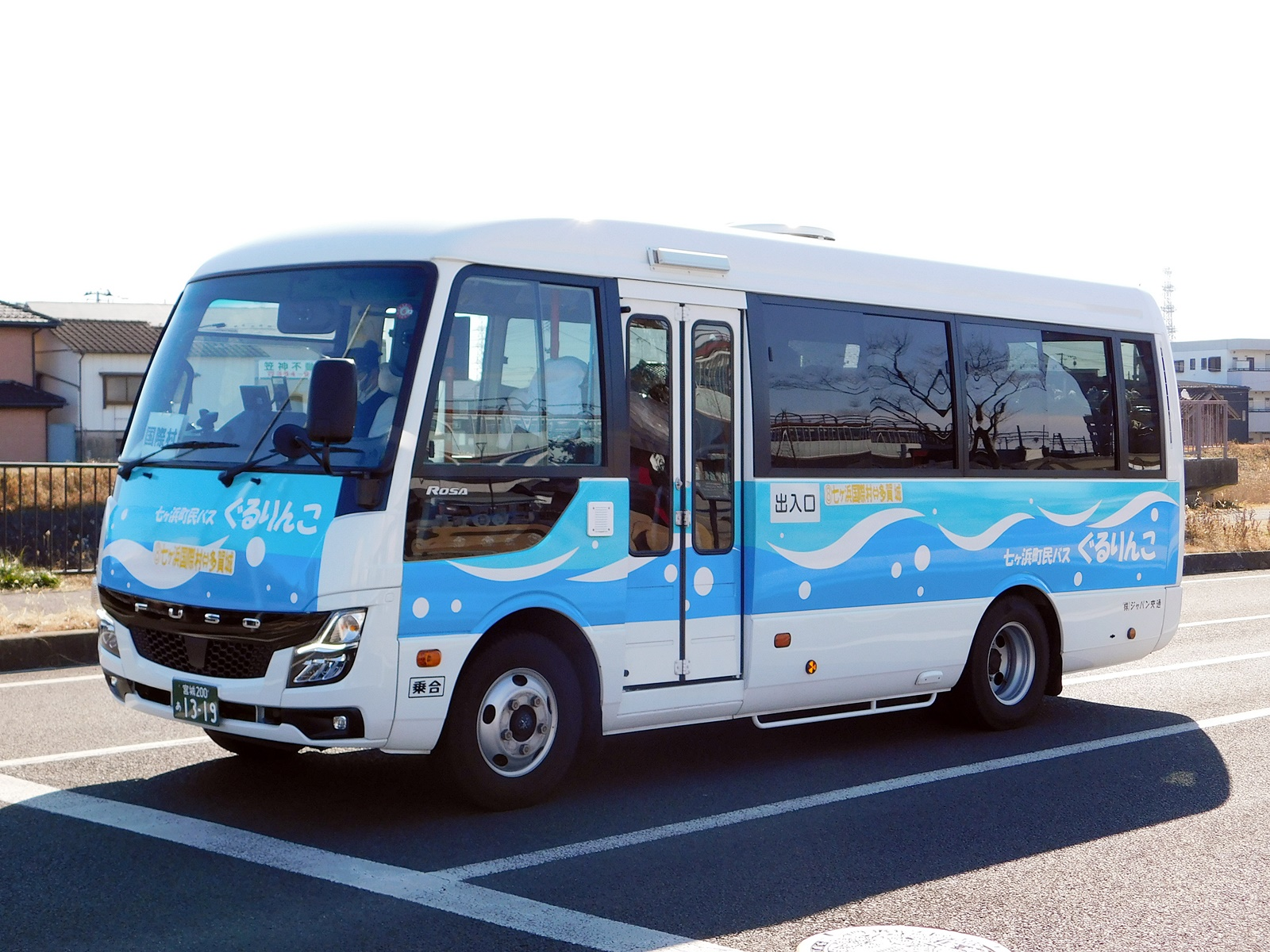
ショート 2RG-BE740E ジャパン交通
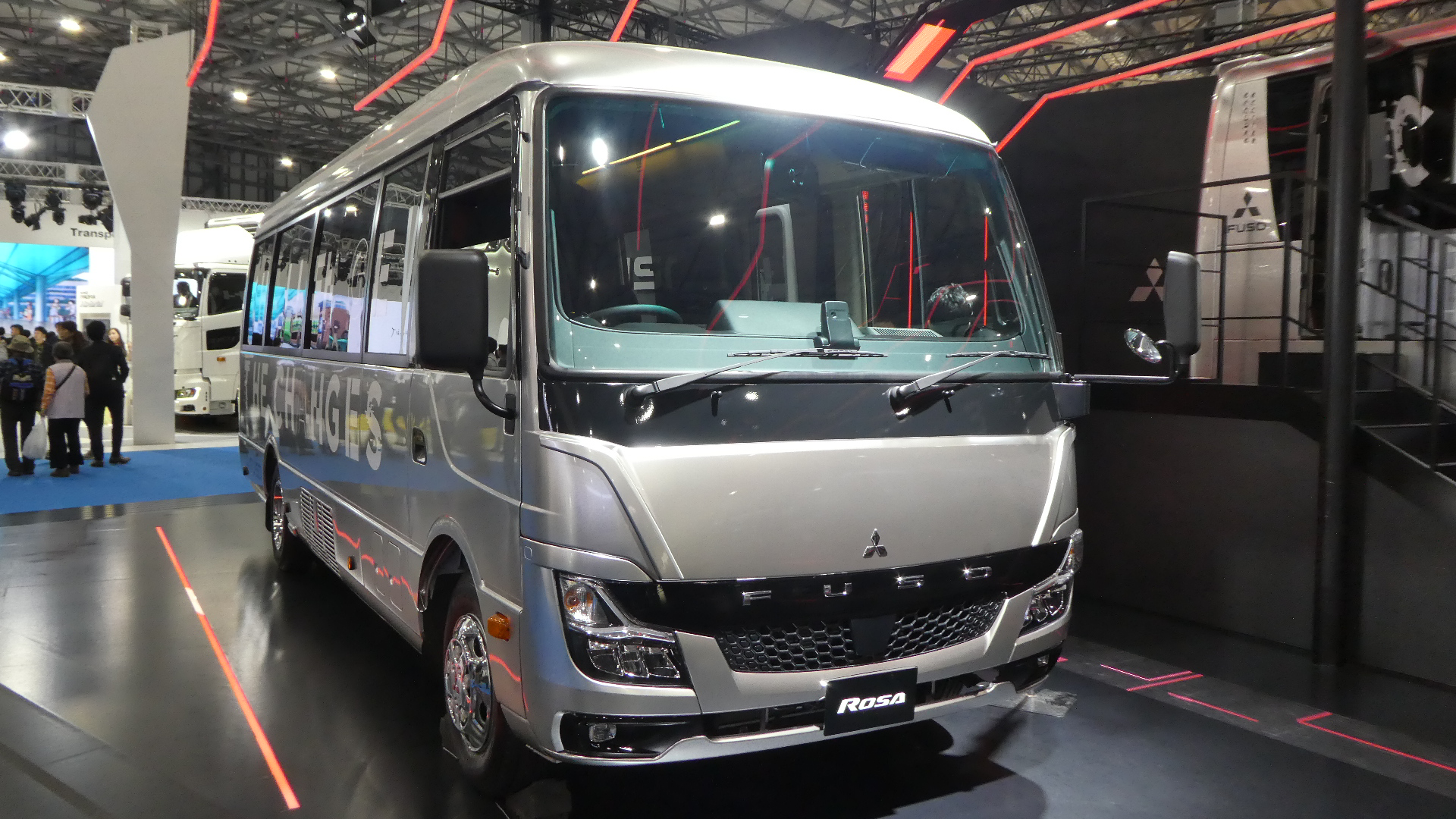
ロング 2RG-BE740G 東京モーターショー2019
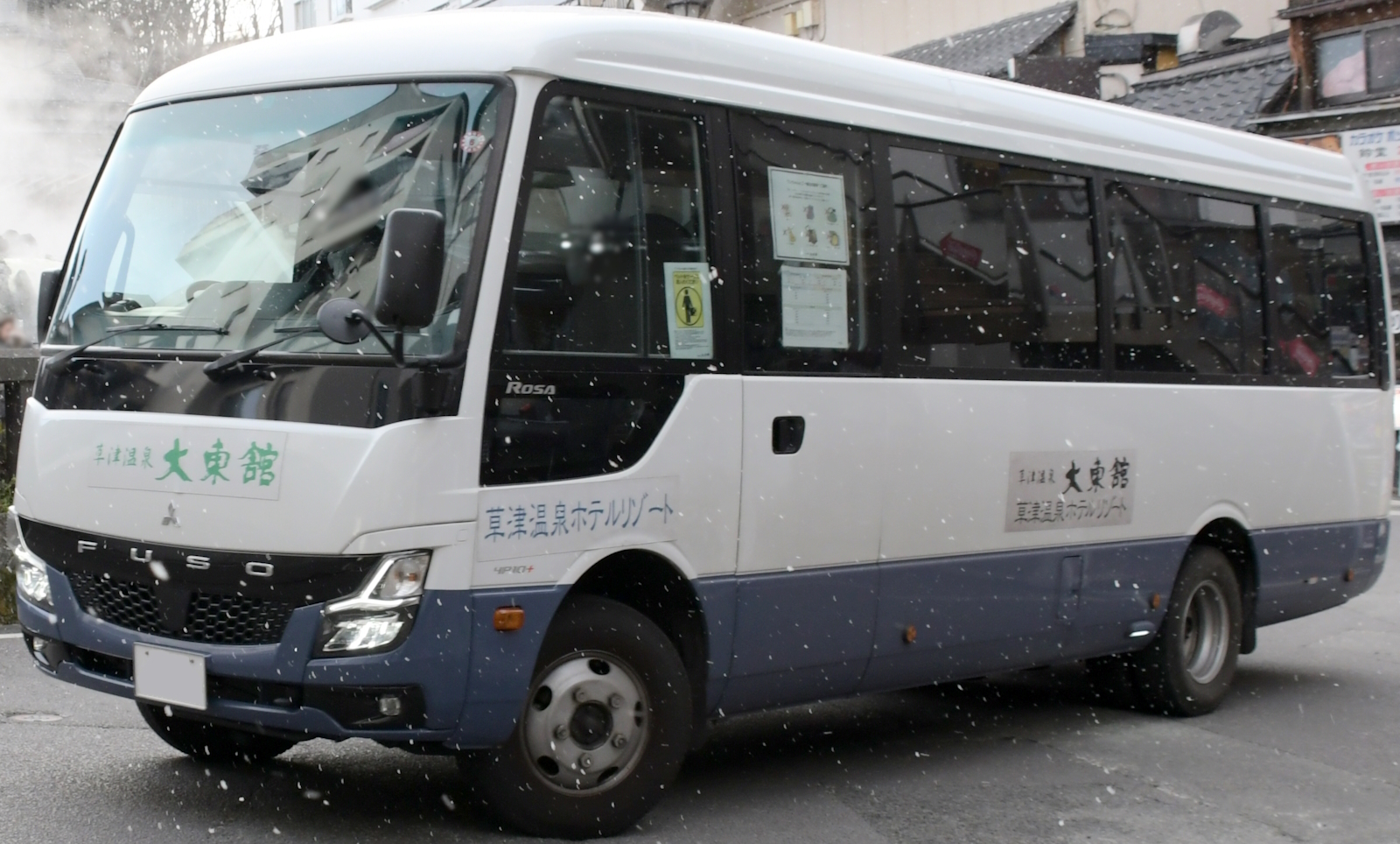
4WD車 2RG-BG740G 自家用

#### 2WG-BE7系
- 2025年5月 - 一部改良[5]。「DUONIC 2.0」のシフトマップの更なる最適化によってエンジン効率が最大化されたことでJH25モードによる燃料消費率が9.84km/Lへ向上。これにより、マイクロバス初の2025年度重量車燃費基準適合となり、排出ガス規制の識別記号が従来の"2RG"から"2WG"に変更された。

## ボンネットバス
4代目ローザではフロントエンジンの構造を利用して運転席の位置を後退させ、レトロ調のエンジンフードをかぶせたボンネットバスをCXベースの改造車扱いで設定している。クラシカルなデザインを採用することが多く、主に観光地や古い街並みを走る路線バスに使用されている。平成15年新短期排出ガス規制時に一時販売中止となったが、2008年に平成17年新長期排出ガス規制に適合し販売を再開した（型式はPDG-BE64DG改〈ロングボディ〉）。
メーカーの改造事業撤退により純正の車両は生産終了となったが、2018年に純正車両の代替用として特注で宮城県のヴィ・クルーが改造した車両が会津乗合自動車に納入された。同社での導入を皮切りに本格的な生産を開始し、博物館明治村や幼稚園へ納入されている。

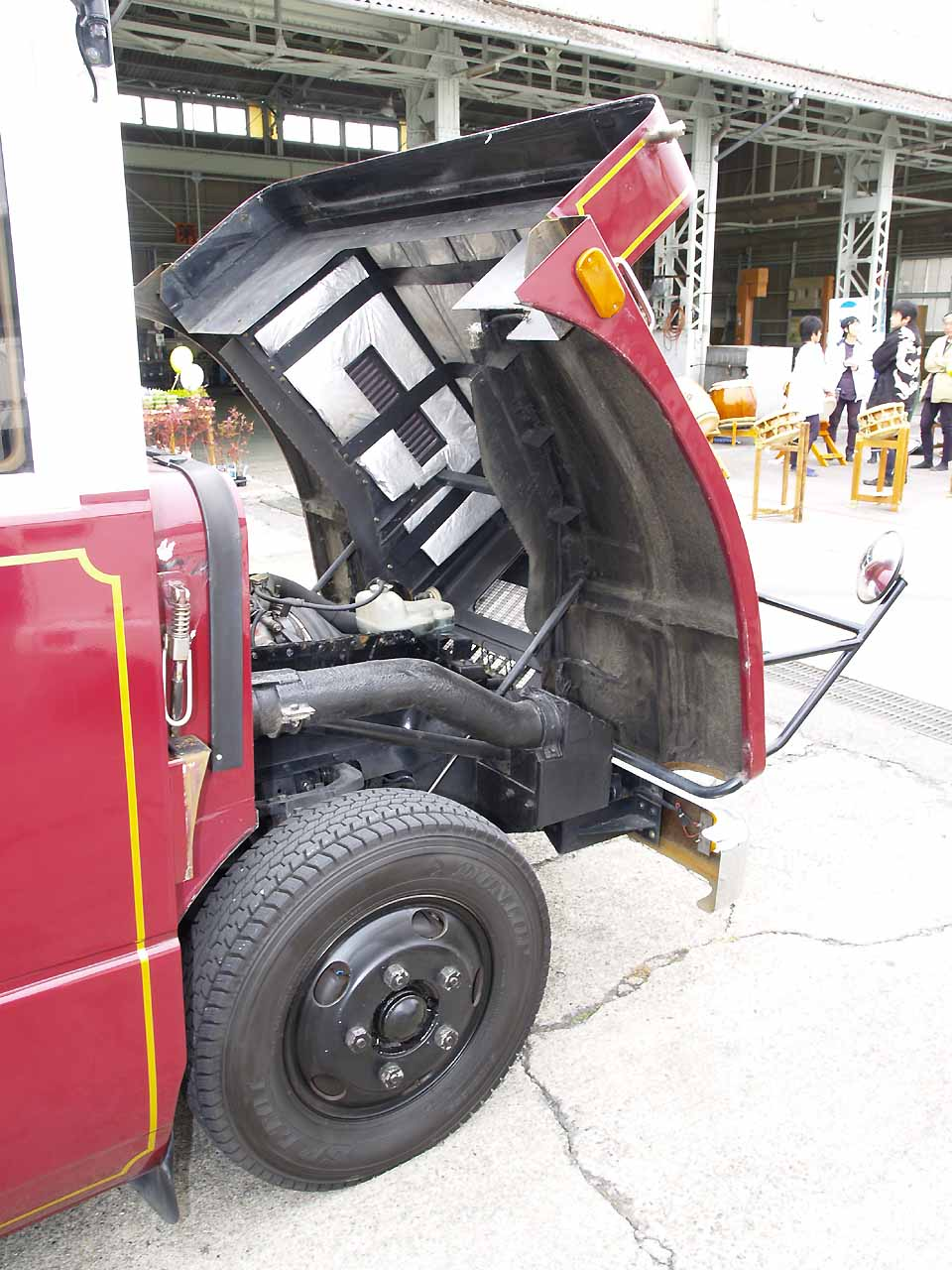
エンジンフードは前に倒れる
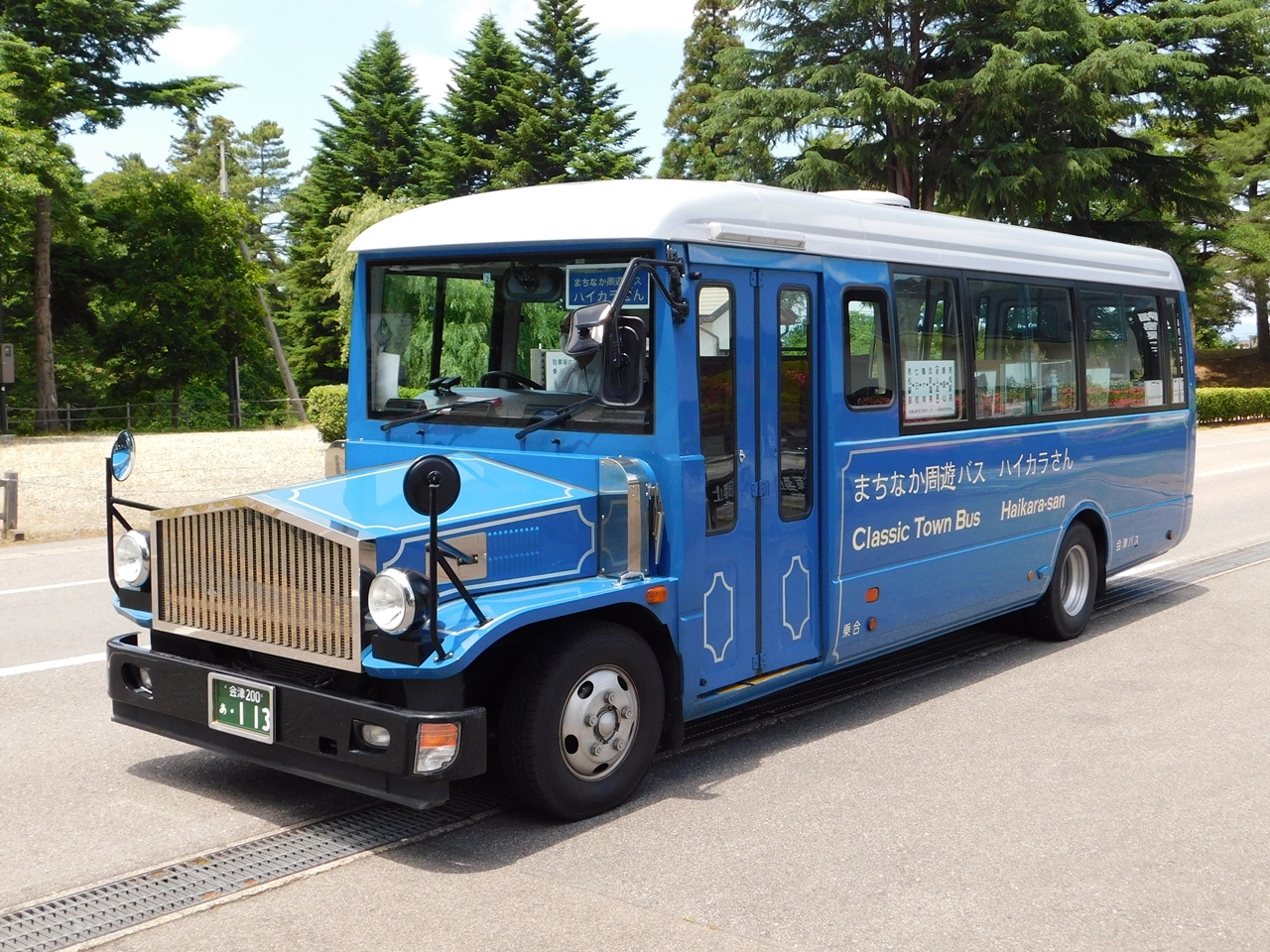
ヴィ・クルー改造車 TPG-BE640G改 会津乗合自動車

## 三菱ふそう・ローザBK（1981 - 1986年）
BK215F型
- 1981年、7 m以下のクラスでありながら1クラス上の中型バスのニーズにも対応できる車種として登場した。ワイドローザ[9]とも呼ばれ、中型トラックFKをベースに2代目ローザの全幅と全高を拡大したスタイルとなっている。ローザのホイールのボルト数は5スタッドだが、ローザBKでは中型トラック同様の6スタッドになっており、エンジンは6D14型エンジン（160 PS）が搭載されていた。[10]

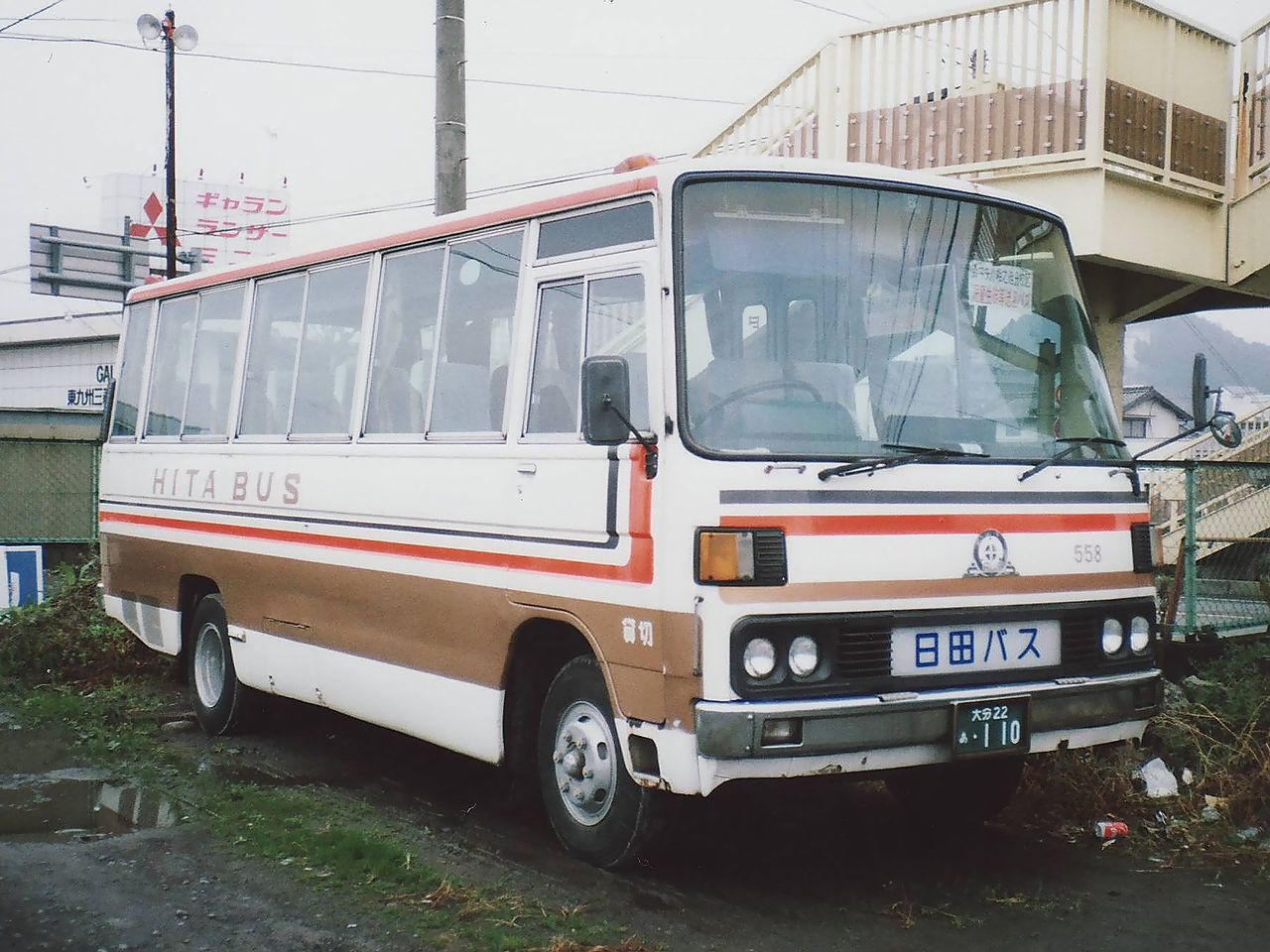
ローザBK 日田バス

## リコール隠しの影響
なお、三菱ふそうリコール隠しによる国土交通省の制裁措置により、2004年9月1日から発売が中止されていた。2004年9月28日に型式審査が完了し、国土交通省から販売を許可されたため、同年10月下旬に販売を再開した。

## 車名の由来
- イタリア語で「薔薇」という意味。